# Liste von Persönlichkeiten der Stadt Kassel
Diese Liste enthält in Kassel (bis 1926 amtlich Cassel ) geborene Persönlichkeiten sowie solche, die in Kassel ihren Wirkungskreis hatten, ohne dort geboren zu sein. Beide Abschnitte sind jeweils chronologisch nach dem Geburtsjahr sortiert. Die Liste erhebt keinen Anspruch auf Vollständigkeit.

## In Kassel geborene Persönlichkeiten

### Bis 1700
- Conrad Hensel (1435–1505), Theologe und Kanoniker
- Elisabeth von Hessen (1454–1489), durch Heirat Gräfin von Nassau-Weilburg
- Georg Nußpicker (der Ältere) (um 1470–1525), Jurist, Verwaltungsbeamter und Politiker in der Landgrafschaft Hessen
- Nikolaus Asclepius (um 1500–1571), Rechtswissenschaftler, Philosoph, Staatsmann und Hochschullehrer
- Johann Heugel, sen. (ca. 1510–1585) Trompeter, Kapellmeister, Komponist und Bauschreiber unter Landgraf Philipp von Hessen und Landgraf Wilhelm I. von Hessen-Kassel
- Valerius Cordus (1515–1544), Botaniker, Arzt, Pharmakologe und Naturforscher
- Hans Wilhelm Kirchhof (1525–1605), Dichter
- Anna (1529–1591), Prinzessin von Hessen und Pfalzgräfin von Zweibrücken
- Andreas Herber (um 1530–1614)  Bildhauer, Bildschnitzer, Steinmetz
- Wilhelm IV. (1532–1592), Landgraf von Hessen-Kassel
- Barbara (1536–1597), Prinzessin von Hessen, Gräfin von Württemberg-Mömpelgard und Gräfin von Waldeck
- Johann Kleinschmidt (1536–1587), Jurist und Kanzler der Landgrafschaft Hessen-Darmstadt
- Ludwig IV. (1537–1604), Landgraf von Hessen-Marburg
- Elisabeth (1539–1582), Prinzessin von Hessen und Kurfürstin von der Pfalz
- Daniel Arcularius (um 1540–1596), evangelischer Theologe und Hochschullehrer
- Christine (1543–1604), Prinzessin von Hessen und Herzogin von Holstein-Gottorf
- Georg I. (1547–1596), Landgraf von Hessen-Darmstadt
- Johann Heugel, jun. (1553–1601) Kammersekretär und schließlich Oberamtmann unter Landgraf Moritz von Hessen Kassel
- Philipp Wilhelm von Cornberg (1553–1616), Stammvater der Freiherren von Cornberg
- Hermann Wolff (um 1560–1620), Leibarzt von Landgraf Moritz

- Anna Maria (1567–1626), Prinzessin von Hessen-Kassel und Gräfin von Nassau-Saarbrücken
- Hedwig (1569–1644), Prinzessin von Hessen-Kassel und Fürstin von Schaumburg
- Johannes Kleinschmidt (1569–1611), Jurist und Bürgermeister in Kassel
- Moritz (1572–1632), Regent von Hessen-Kassel
- Johann Antrecht (1577–1646), Hessen-kasselscher Kanzleirat
- Christine (1578–1658), Prinzessin von Hessen-Kassel und Herzogin von Sachsen-Eisenach
- Otto (1594–1617), Erbprinz von Hessen-Kassel und Administrator von Hersfeld
- Elisabeth (1596–1625), Herzogin zu Mecklenburg
- Johann Wilhelm Dilich (1600–1657), Ingenieur und Stadtbaumeister
- Wilhelm V. (1602–1637), Landgraf von Hessen-Kassel
- Agnes (1606–1650), Prinzessin von Hessen-Kassel und Fürstin von Anhalt-Dessau
- Hermann IV. (1607–1658), Landgraf von Hessen-Rotenburg
- Regner Badenhausen (1610–1686), Jurist und Kanzler der Landgrafschaft Hessen-Kassel
- Magdalene (1611–1671), Prinzessin von Hessen-Kassel und Altgräfin zu Salm-Reifferscheid
- Moritz von Hessen-Kassel (1614–1633), landgräflicher Prinz
- Sophie (1615–1670), Gräfin zu Schaumburg-Lippe
- Friedrich (1617–1655), Landgraf von Hessen-Eschwege
- Sebastian Friedrich Zobel (1617–1671), Jurist, Staatsbeamter und Komitialgesandter
- Sebastian Curtius (1620–1684), reformierter Geistlicher, Theologe und Hochschullehrer
- Christian von Hessen-Kassel (1622–1640), landgräflicher Prinz
- Ernst I. (1623–1693), Landgraf von Hessen-Rheinfels und Hessen-Rheinfels-Rotenburg
- Charlotte von Hessen-Kassel (1627–1686), Kurfürstin von der Pfalz
- Wilhelm VI. (1629–1663), Landgraf von Hessen-Kassel
- Johann Georg Crocius (1629–1674), deutscher reformierter Theologe
- Johann Helfrich Dexbach (1629–1682), deutscher Rechtswissenschaftler
- Johann Balthasar von Hoffmann (1639–1705), Advokat und Drost des Grafen zur Lippe-Brake
- Heinrich Majus (1632–1696), Mediziner und Physiker
- Andreas Cleyer (1634–1697), Kaufmann, Botaniker, Mediziner und Japan-Forscher
- Elisabeth von Hessen-Kassel (1634–1688), Äbtissin im Stift Herford
- Hermann Zoll (1643–1725), Jurist
- Wilhelm von Hoff (1644–1689), hessischer Adliger und Verwaltungsbeamter
- Wilhelm Vultejus (1647–1717), Jurist und Gesandter des Landgrafen Karl von Hessen
- Wilhelm I. (1648–1725), Landgraf von Hessen-Rotenburg
- Charlotte Amalie (1650–1714), Prinzessin von Hessen-Kassel und Königin von Dänemark
- Wilhelm VII. (1651–1670), Landgraf von Hessen-Kassel
- Johannes Goeddaeus (1651–1719), deutscher Rechtswissenschaftler und Hochschullehrer
- Justus Hermann Vultejus (1654–1726), deutscher Jurist und Kanzler in Hessen-Kassel
- Philipp (1655–1721), Landgraf von Hessen-Philippsthal
- Johann Jakob Chuno (1661–1715), Königlicher Rat und Archivar
- Elisabeth Henriette von Hessen-Kassel (1661–1683), Kurprinzessin von Brandenburg
- Christoph Ludwig Motz (1665–1742), hessisch-bremischer Oberst
- Moritz Selig (1666–1709), reformierter Hofprediger
- Johann Reinhart von Dalwigk zu Lichtenfels (1667–1737), Verwaltungsbeamter und Diplomat
- Charlotte (1672–1738), Prinzessin von Hessen-Homburg und Herzogin von Sachsen-Weimar
- Hedwig Luise (1675–1760), Prinzessin von Hessen-Homburg und Gräfin von Schlieben
- Friedrich (1676–1751), Landgraf von Hessen-Kassel und König von Schweden
- Jacob van den Velde (1676–1737), landgräflicher Leibarzt und Hofrat
- Giovanni Ghezzi (1677–1746), Architekt und Landbaumeister der Landgrafschaft Hessen-Kassel
- Sophie Charlotte (1678–1749), Herzogin zu Mecklenburg
- Karl von Hessen-Kassel (1680–1702), Offizier
- Wilhelm VIII. (1682–1760), Landgraf von Hessen-Kassel
- Johann Caspar Santoroc (1682–1745), klassischer Philologe, Archäologe, Philosoph und Hochschullehrer
- Leopold von Hessen-Kassel (1684–1704), Offizier in der Hessen-kasselschen Armee
- Philippine Elisabeth Cäsar (1686–1744), Gemahlin des Herzogs Anton Ulrich von Sachsen-Meiningen
- Ludwig von Hessen-Kassel(1686–1706), Offizier in der Hessen-kasselschen Armee
- Philipp August von Degenfeld (1687–1750), Generalleutnant in der Hessen-kasselschen Armee
- Johann Philipp Heinius (1688–1775), Philosoph
- Marie Luise (1688–1765), Fürstin von Nassau-Dietz und Prinzessin von Oranien
- Hesse Goldschmidt (1689/90–1733), Kaufmann
- Richard Cassels (1690–1751), Architekt in Irland
- Georg (1691–1755), Prinz von Hessen-Kassel und General
- Aemilius Friedrich von Rochow (1692–1759), kursächsischer General der Infanterie
- Charles du Ry (1692–1757), Hofbaumeister

### 18. Jahrhundert

#### 1701 bis 1750
- Johann Reinhold Grau, lateinisch Gravius (1701–1768), reformierter Theologe
- Johann Friedrich Jussow (1701–1779), Architekt
- Christoph Friedrich Rabe von Pappenheim (1713–1770), Generalmajor in der Hessen-kasselschen Armee
- Johann Nikolaus Funck (1715–1758), Philologe und Hochschullehrer
- Regnerus Engelhard (1717–1777), Beamter, Autor und Topograf
- Bernhard Hupfeld (1717–1796), Komponist und Kapellmeister
- Bernhard August Gärtner (1719–1793), Verwaltungsjurist und Regierungsbeamter
- Friedrich II. (1720–1785), Landgraf von Hessen-Kassel
- Maria Amelia von Hessen-Kassel (1721–1744), Landgräfin
- Karl Franz Lubert Haas (1722–1789), Historiker, Theologe, Philosoph und Kirchenhistoriker
- Friedrich Christoph Schmincke (1724–1795), Bibliothekar und Historiker
- Johann Friedrich Klöffler (1725–1790), Komponist
- Christine Charlotte von Hessen-Kassel (1725–1782), Koadjutorin im Damenstift Herford
- Wilhelmine (1726–1808), Prinzessin von Hessen-Kassel und Preußen
- Simon Louis du Ry (1726–1799), Oberhofbaumeister und Architekt
- Johannes Wolff (1731–1791), Stadtbaumeister
- Karoline von Hessen-Kassel (1732–1759), Fürstin von Anhalt-Zerbst
- Johann Balthasar Hundeshagen (1734–1800), Jurist und Historiker
- Carl Ludwig Richter (1737–1802), 1779 bis 1802 Rektor am Lyceum Fridericianum
- Georg Wilhelm Stein (1737–1803), Geburtshelfer
- Johann Jakob von Pistor (1739–1814), russischer Generalleutnant
- Johann Peter Bucher (1740–1820), Rechtswissenschaftler
- Heinrich Goddaeus (1742–1819), Richter
- Wilhelm I. (1743–1821), Graf von Hanau und Landgraf von Hessen-Kassel
- Johann von Ewald (1744–1813), Offizier und Militärexperte
- Karl (1744–1836), Landgraf von Hessen-Kassel
- Conrad Moench (1744–1805), Apotheker, Chemiker und Ordinarius
- Friedrich III. (1747–1837), Prinz von Hessen-Kassel
- Elisabeth Mara (1749–1833), Opernsängerin
- Johanna Elisabeth von Schmerfeld (1749–1803), Landschaftsmalerin

#### 1751 bis 1800
- Johann Braun (1753–1811), Violinist und Komponist
- Johann Philipp Engelhard (1753–1818), Jurist
- Johann Adam Rieger (1753–1831), Theologe, Hofprediger am Hofe des Landgrafen Friedrich zu Kassel, 1. bürgerlicher Bischof des Bistums Fulda[1].
- Johann Henrich Wolff (1753–1801), Baumeister und Offizier in der Hessen-kasselschen Armee
- David August von Apell (1754–1832), Komponist, Schriftsteller, Theaterdirektor und Kammerrat
- Heinrich Christoph Jussow (1754–1825), Architekt und Gartengestalter
- Ludwig von Wildungen (1754–1822), Forstmann, Autor und Jagddichter
- Hans Friedrich von Dörnberg (1755–1803), Jurist, landgräflicher Kammerherr, Kriegs- und Domänenrat
- Ernst Wilhelm Cuhn (1756–1809), deutscher Bibliothekar und Historiker
- Amalie Tischbein (1757–1839), Miniaturenmalerin
- Johann Friedrich Braun (1758–1824), Oboist und Komponist
- August Wilhelm Rabe von Pappenheim (1759–1826), Generalleutnant der Hessen-kasselschen Armee und landgräflicher Diplomat
- Johann Konrad Schiede (um 1760 – 1826), Pfarrer, Spätaufklärer und Autor
- Heinrich Abraham Wolff (1761–1812), landgräflicher Hofbaumeister
- Ulrich Friedrich Kopp (1762–1834), Rechtswissenschaftler und Paläograph
- Andreas Range (1762–1835), kurhessischer Maler, Zeichner und Professor für Malerei
- Johann Ludwig Völkel (1762–1829), Altphilologe und Archäologe
- Johann Lorenz Zimmermann (1762–1834), reformierter Theologe und Hochschullehrer
- Nathanael Cäsar (1763–1836), langjähriger Rektor des Lyceums Fridericianum, des heutigen Friedrichsgymnasiums
- Ernst Friedrich Ferdinand Robert (1763–1843), Maler und Hochschullehrer
- Hieronymus Rosenthal (1763–1846), Oberförster und Abgeordneter im Königreichs Westphalen
- Georg Christoph Grosheim (1764–1841), Dirigent, Bratscher, Komponist und Musikschriftsteller
- Karl Friedrich Kopp (1764–1837), Jurist und Politiker, Minister im Kurfürstentum Hessen
- Johann Christian Ruhl (1764–1842), Bildhauer, Illustrator und Architekt
- Carl Daub (1765–1836), evangelischer Theologe
- Georg Friedrich Sartorius (1765–1828), Historiker und Professor
- Johann Conrad Wolff (1766–1815), Hofbaumeister
- George Stern (1768–1825), Landrat im Landkreis Schlüchtern
- Georg Theodor Wolff (1768–1812), Baumeister und Offizier in der Hessen-kasselschen Armee
- Johann Erdmann Hummel (1769–1852), Maler
- Arnoldine Wolf (1769–1820), Dichterin
- Nina d’Aubigny von Engelbrunner (1770–1847), Schriftstellerin und Sängerin
- Nicolaus Erdmann Arend (1770–1846), Baumeister
- Heinrich von Porbeck (1771–1809), Generalmajor und Militärschriftsteller
- Charles Louis du Ry (1771–1797), Architekt
- Johann Christoph Ullmann (1771–1821), Professor und Mineraloge
- Frédéric Guillaume de Donop (1773–1815), General im Dienste Frankreichs
- Christian Ludwig Runde (1773–1849), Jurist und Präsident des Oberappellationsgerichts Oldenburg
- Georg Wilhelm Stein (1773–1870), Geburtshelfer und Kinderarzt
- Johann Caspar Hummel (1774–1850), Maschinenbauer und Unternehmer
- Friedrich von Motz (1775–1830), Staatsmann
- Philippine von Reden (1775–1841), Tochter des Adolph Freiherr Knigge
- Carl Ludwig August von Benning (1776–1829), Offizier
- Friedrich Krafft (1777–1857), Politiker
- Johann Bernhard Logier (1777–1846), Musiker, Komponist und Musikpädagoge
- Burkhard Wilhelm Pfeiffer (1777–1852), Jurist und liberaler Politiker
- Friedrich Wilhelm August Murhard (1778–1853), Mathematiker, Rechtsgelehrter, Schriftsteller und Bibliothekar
- Johann Martin von Rohden (1778–1868), Landschaftsmaler
- Ludwig Stern (1778–1828), Jurist, Bürgermeister in Kassel
- Heinrich Levin von Wintzingerode (1778–1856), Staatsminister und Komponist
- Carl Rivalier von Meysenbug (1779–1847), Vater von Malwida von Meysenbug
- August von der Embde (1780–1862), Maler
- Carl Anton Henschel (1780–1861), Oberbergrat
- Karoline Engelhard (1781–1855), Schriftstellerin
- Johann Karl Adam Murhard (1781–1863), Nationalökonom, Rechtsgelehrter, Archivar und Schriftsteller
- Karl von Jasmund (1782–1847), preußischer Landrat
- Christian Rommel (1797–1857), Justizrat und Mitglied der kurhessischen Ständeversammlung
- Christoph Rommel (1781–1859), Historiker und Philologe
- Friedrich Tiedemann (1781–1861), Anatom und Physiologe
- Johann Werner Henschel (1782–1850), Bildhauer
- Justus Heinrich Müller (1783–1825), Architekt
- Moritz Philipp Schenck zu Schweinsberg (1783–1840), Gutsbesitzer, Mitglied der Kurhessischen Ständeversammlung
- Ferdinand von Schmerfeld (1783–1868), Jurist und kurhessischer Oberzoll- und Oberpostdirektor
- Justus Heinrich Zusch (1783–1850), Maler und Zeichner
- Johann Conrad Rudolph (1784–1844), Architekt und kurhessischer Baubeamter
- Wilhelm Sattler (1784–1859), Fabrikant
- Ludwig Emil August Duysing (1785–1861), Jurist
- Wilhelm Gotthelf Engelhard (1785–1848), Jurist
- Julius von Haynau (1786–1853), österreichischer General
- George Neuber (1786–1819), Jurist, Regierungsprokurator und Abgeordneter
- Paul Wigand (1786–1866), Jurist und Rechtshistoriker
- Karl von Canitz und Dallwitz (1787–1850), preußischer Generalleutnant und Staatsmann
- Justus Krauskopf (1787–1869), Porträt- und Landschaftsmaler, Lithograph und Zeichenlehrer
- Ludwig Schwarzenberg (1787–1857), Jurist und Politiker
- Karl August Avenarius (1788–nach 1831), Maler und Zeichner
- Johann Conrad Bromeis (1788–1855), Architekt
- Ludwig Gelan (1788–1864), kurhessischer Offizier und Abgeordneter
- Daniel Engelhard (1788–1856), Architekt und Oberhofbaumeister
- Heinrich Schmidt (1788–1850), kurfürstlich hessischer Generalmajor und Kriegsminister
- Karl Michael Eggena (1789–1840), Politiker und Jurist
- Georg Spangenberg (1789–1850), kurhessischer Generalmajor
- Johann Heinrich Wolff (1792–1869), Steinmetz, Architekt, Hochschullehrer und Fachautor
- Caroline von Hessen-Philippsthal (1793–1869), paragierte Landgräfin von Hessen-Philippsthal
- Hermann Pinhas (1794/95–1844), Kupferstecher
- Karl Friedrich Weber (1794–1861), 1836–1852 Rektor am Lyceum Fridericianum, dem heutigen Friedrichsgymnasium
- Ludwig Sigismund Ruhl (1794–1887), Maler, Graphiker, Akademieprofessor und Museumsdirektor
- Josef Spitzeder (1794–1832), Theaterschauspieler und Opernsänger (Bass)
- Balthasar Gerland (1795–1861), kurhessischer Generalmajor
- Johann Hermann Koch (1795–1862), Politiker und Minister im Kurfürstentum Hessen
- Karl Waitz von Eschen (1795–1873), Rittergutsbesitzer, Mitglied des Preußischen Herrenhauses
- Karl Christian Aubel (1796–1882), Porträtmaler, Akademieprofessor und Galerieinspektor
- Wilhelm von Bardeleben (1796–1859), kurhessischer Generalmajor
- Julius Eugen Ruhl (1796–1871), kurhessischer Oberhofbaumeister und Oberbaudirektor
- Jeremias David Alexander Fiorino (1797–1847), Miniaturenmaler
- Caroline Gräfin von Bismarck-Bohlen (1798–1858), preußische Adlige in Pommern
- Otto Philipp Braun (1798–1869), Kriegsminister und Großmarschall
- Emil Rabe von Pappenheim (1798–1849), hessischer Ministerresident in Paris
- Christian Julius Wilhelm Schiede (1798–1836), Arzt, Botaniker und Buchautor
- Wilhelm von Urff (1799–1855), Generalmajor, Mitglied der kurhessischen Ständeversammlung
- Hermann von Winckler (1799–?), Gutsbesitzer und Mitglied der kurhessischen Ständeversammlung
- Karoline Christine Böhler (1800–1860), Sängerin, Schauspielerin und Pianistin
- Heinrich von Loßberg (1800–1886), Landrat in Fulda und Frankenberg
- Adolph Cnyrim (1800–1876), Beamter und Politiker
- Amalie Hassenpflug (1800–1871), Schriftstellerin, Freundin der Brüder Grimm und von Annette von Droste-Hülshoff
- Otto Heinrich Kröschell (1800–1877), Bürgermeister und Mitglied der kurhessischen Ständeversammlung
- Georg Landgrebe (1800–1873), Mineraloge, Physiker und Chemiker
- Georg von Lorentz (1800–1872), hessischer Landforstmeister
- Friedrich von Uslar-Gleichen (1800–1870), Gutsbesitzer und Landtagsabgeordneter

### 19. Jahrhundert

#### 1801 bis 1825
- Salomon Hahndorf (1801–1890), kurhessischer Journalist, liberaler Politiker und der einzige jüdische Abgeordnete der kurhessischen Ständeversammlung
- Theodor Christoph Viktor Karl Adolph von Heppe (1801–1865), Jurist und ein Hessen-Kasselischer Regierungspräsident in Fulda
- Johannes Zusch (1801–1835), Beamter und Mitglied der kurhessischen Ständeversammlung
- Rudolf von Buttlar (1802–1875), Forstwirt, Erfinder und Politiker
- Heinrich Eissengarthen (1802–1859), Bierbrauer und Politiker, Mitglied der kurhessischen Ständeversammlung und des Vorparlaments
- Otto von der Malsburg (1802–1867), Oberforstmeister und Abgeordneter der kurhessischen Ständeversammlung
- Werner Friedrich Julius Stephan von Spiegel (1802–1877), Rittergutsbesitzer und Domherr
- Martin Heimsath (1804–1876), Mitglied der kurhessischen Ständeversammlung
- Ludwig Kempf (1804–1876), Jurist und Mitglied des Preußischen Abgeordnetenhauses
- Ludwig von Ochs (1804–1862), Offizier und Mitglied der kurhessischen Ständeversammlung
- Franz Ferdinand Benary (1805–1880), Orientalist und Exeget
- Julius von Buttlar (1805–1855), Landrat und Mitglied der Kurhessischen Ständeversammlung
- Ludwig Georg Karl Pfeiffer (1805–1877), Arzt, Botaniker und Malakologe
- Friedrich von Urff (1805–1873), Jurist und Landrat, Mitglied der kurhessischen Ständeversammlung
- Friedrich Nebelthau (1806–1875), Jurist, Beamter und Politiker
- Christian Heinrich Siebold (1806–1876), königlich bayerischer Hofgärtner
- Georg Landau (1807–1865), Archivar und Historiker
- Siegmund von Meyer (1807–1888), Jurist und Politiker, kurhessischer Minister
- Franziska Cornet (1808–1870), Opernsängerin
- Christian Friedrich von Cochenhausen, (1769–1839), Kriegsminister und Generalleutnant unter Kurfürst Wilhelm II. von Hessen
- Ferdinand von Meyerfeld (1808–1882), Kriegsminister des Kurfürstentums Hessen
- Wilhelm von Breithaupt (1809–1889), Offizier
- Alfred Otto Rabe von Pappenheim (1808–1851), Offizier und Gutsbesitzer, Mitglied der kurhessischen Ständeversammlung
- Johann Heinrich Jacob Müller (1809–1875), Mathematiker und Physiker
- Ludewig Johann von Slicher (1809–1896), königlich hannoverscher Generalmajor
- Karl Gustav von Goßler (1810–1885), Kanzler und Oberlandesgerichtspräsident
- Wilhelm von der Groeben (1810–1892), preußischer Generalleutnant
- Albrecht Rosengarten (1810–1893), Architekt
- Ludwig Schuncke (1810–1834), Pianist und Komponist
- Constantin Guise (1811–1858), Aquarellist, Theater- und Dekorationsmaler sowie Lithograf
- Jenny von Gustedt, geborene Rabe von Pappenheim (1811–1890), Schriftstellerin
- Justus Karl Haßkarl (1811–1894), Reisender und Naturforscher
- Hermann Kersting (1811–1863), deutscher Jurist
- Friedrich Lange (1811–1870), Architekt und Hochschullehrer
- Heinrich Lingemann (1811 – nach 1866), Architekt
- Andreas Müller (1811–1890), Kirchen- und Historienmaler
- Johannes Wendel (1811–1892), evangelischer Theologe und Superintendent
- Louis Ernst Eduard von Borstell (1812–1899), preußischer Generalleutnant
- Gottlob Engelhard (1812–1876), Architekt und Baubeamter
- Caroline Klauhold, geb. von der Embde (1812–1867), Bildnis-, Genre- und Landschaftsmalerin
- Eduard Ihlée (1812–1885), Historienmaler
- Constanze Dahn, geborene Le Gaye (1814–1894), Schauspielerin
- Heinrich Eisenach (1814–1891), Mediziner und Tier- und Pflanzenkundler
- Carl Fink (1814–1890), Maler, Zeichner und Lyriker
- Andreas Achenbach (1815–1910), Landschaftsmaler
- Otto von Dehn-Rotfelser (1815–1875), Jurist und Landrat
- Constantin Müller (1815–1849), Kupferstecher und Radierer
- Siegmund von Schmerfeld (1815–1894), Jurist und kurhessischer Eisenbahndirektor
- Karl von Bauer (1816–1896), preußischer Generalmajor, Kommandant von Straßburg
- Carl Julius Caesar (1816–1886), Altphilologe
- Emilie von der Embde (1816–1904), Bildnis-, Genre-, Landschafts- und Blumenmalerin
- Franz Ludwig Feodor Löwe (1816–1890), Schauspieler und Regisseur
- Malwida von Meysenbug (1816–1903), Schriftstellerin
- Paul Julius Reuter (1816–1899), Unternehmer
- Hermann Achenbach (1817–1849), Kaufmann und Schriftsteller
- Louise von Hessen (1817–1898), Königin von Dänemark
- Ludwig Moeli (1817–1894), Reichsgerichtsrat
- Julius Schomburg (1817–1896), Staatsminister in Weimar und Mitglied des Landtags von Sachsen-Weimar-Eisenach
- Moritz Schuppert (1817–1887), Chirurg in New Orleans
- Philipp Schwarzenberg (1817–1885), Unternehmer
- Louis von Wild (1817–1907), Gutsbesitzer und Mitglied der kurhessischen Ständeversammlung
- Charles Christian Nahl (1818–1878), deutsch-amerikanischer Maler
- Carl Sylvius Völkner (um 1819–1865), Missionar in Neuseeland
- Ernst Benary (1819–1893), Gartenbauunternehmer
- Louis Adam Gans (1819–nach 1870), Unternehmer, Baumwoll- und Textilfabrikant in St. Gallen
- Georg von Hesberg (1819–1873), hessischer Gesandter zum Frankfurter Bundestag und Mitglied der kurhessischen Ständeversammlung
- Gustav Kaupert (1819–1897), Bildhauer
- Gottlieb Theodor Kellner (1819–1898), Jurist, Journalist und Revolutionär (1848/49); emigrierte in die USA
- Georg Koch (1819–1899), Maler; von 1880 bis 1899 Professor der Kunstakademie
- Frederick August Wenderoth (1819–1884), Fotograf, Maler, Lithograph und Graveur
- Johann Conrad Bromeis (1820–1862), Chemiker
- Ludwig des Coudres (1820–1878), Historien- und Porträtmaler sowie Lehrer
- Adolf Ebert (1820–1890), Literaturhistoriker und Romanist
- Richard Harnier (1820–1885), Mitglied des Reichstags
- Heinrich Heppe (1820–1879), evangelischer Theologe
- Adam Pfaff (1820–1886), Historiker und Publizist
- Gustav Adolf Hünersdorf (1821–1906), Gutsbesitzer und Mitglied der kurhessischen Ständeversammlung
- Anna Löwe (1821–1884), Schauspielerin
- Viktor von Meibom (1821–1892), Rechtswissenschaftler
- Salomon Hermann Mosenthal (1821–1877), Dramatiker und Librettist
- Wilhelm Seelig (1821–1906), Staatswissenschaftler und Politiker
- Ferdinand Duysing (1822–1885), Landgerichtsrat
- Heinrich Fick (1822–1895), Jurist und Hochschullehrer
- Louis Katzenstein (1822–1907), Maler
- Franz Lotz (1822–1906), Regierungsrat und Mitglied des Deutschen Reichstags
- Karl von Specht (1822–1899), Jurist, Reichsgerichtsrat
- Heinrich Gerhardt (1823–1915), Bildhauer
- Ludwig von Baumbach-Nentershausen (1823–1904), Landesforstmeister und Mitglied des Kommunallandtages Kassel bzw. des Provinziallandtages der Provinz Hessen-Nassau
- Karl Lyncker (1823–1855), Schriftsteller
- Conrad Bolte (1824–1892), kaiserlicher Eisenbahndirektor und Abgeordneter des Kurhessischen Kommunallandtages
- Otto Braun (1824–1900), Journalist
- Karl Hassenpflug (1824–1890), Bildhauer
- Louis von Hesberg (1824–1909), preußischer General
- George André Lenoir (1825–1909), Chemiker und Physiker
- Fredericka Mandelbaum (1825–1894), New Yorker Unterweltboss
- Wilhelm Mangold (1825–1890), evangelischer Theologe
- Carl Vogeley (1825–1899), Ökonom, Mitglied des Provinziallandtages der Provinz Hessen-Nassau

#### 1826 bis 1850
- Christian Friedrich von Cochenhausen (1769–1839), hessischer Generalleutnant und Kriegsminister
- Eduard von Hundelshausen (1826–1910), Landesdirektor und Abgeordneter des Provinziallandtages der Provinz Hessen-Nassau
- Jean Joseph Bott (1826–1895), Geiger und Komponist
- Karl Grimm (1826–1893), Jurist und Reichstagsabgeordneter
- Emil Heinrich Otto Müller (1826–1914), Altphilologe und Pädagoge
- Carl Friedrich Claus (1827–1900), Chemiker
- Julius von Schmidt (1827–1908), preußischer Generalleutnant
- Thomas Jecklin (1828–1880), Vorsitzender der Eisenbahndirektion Saarbrücken
- Max Büdinger (1828–1902), Historiker
- Herman Grimm (1828–1901), Kunsthistoriker und Publizist
- Hermann Weigel (1828–1887), Jurist und Reichstagsabgeordneter
- August von Wille (1828–1887), Landschafts- und Genremaler
- Adolf Fick (1829–1901), Physiologe
- Wilhelm Lotz (1829–1879), Architekt und Kunsthistoriker
- Wilhelm Eichberger (1830–1904), Opernsänger (Bass), Opernregisseur und Gesangspädagoge
- Heinrich Köhler (1830–1903), Architekt und Hochschullehrer
- Gideon Vogt (1830–1904), Philologe und Pädagoge, 1870–1893 Direktor des Friedrichsgymnasiums
- Carl Ochsenius (1830–1906), Geologe
- Hermann Schwarzenberg (1830–1897), Verwaltungsjurist und Regierungspräsident
- Franz Buchenau (1831–1906), Lehrer und Botaniker
- Friedrich Wilhelm von Hanau (1832–1889), Sohn des Kurfürsten Friedrich Wilhelm I.
- Georg Gerland (1833–1919), Geograph und Geophysiker
- Hugo Wilhelm Arthur Nahl (1833–1889), Maler, Illustrator und Grafiker
- Georg von Roques (1833–1904), preußischer Generalleutnant
- Gottlob Theuerkauf (1833–1911), Maler und Lithograf
- Heinrich Wiethase (1833–1893), Architekt
- Hermann Aubel (1834–vermutlich nach 1892), Maler
- Ferdinand Friedrich Hornstein (1834–1917), Lehrer, Geologe, Mineraloge und Paläontologe
- August Carl Lange (1834–1884), deutscher Architekt
- Hermann Ostheim (1834–1884), Unternehmer und Abgeordneter
- Eduard Richter (1834–1907), Opernsänger (Bariton) und Theaterschauspieler
- Carl Claus (1835–1899), Professor für Zoologie
- Friedrich Dettmer (1835–1880), Schauspieler
- Otto Gerland (1835–1922), Jurist
- Justus Ulrich (1835–1900), Brauereibesitzer und Mitglied des Deutschen Reichstags
- Wilhelm Friedrich von Starck (1835–1913), Staatsminister in Schwarzburg-Rudolstadt
- Wilhelm Breidenstein (1836–unbek.), Maler und Zeichner
- Wilhelm von Hanau-Hořovice (1836–1902), Fürst von Hanau
- Adolf von Heppe (1836–1899), Beamter und Politiker
- George Engel (1836–1887), deutscher Anarchist
- Hermann von Pfister-Schwaighusen (1836–1916), Germanist
- Ernst Achtung (1837–1874), Kaufmann
- Carl Aubel (1837–1882), Ingenieur
- Friedrich Biermann (1837–1904), Unternehmer
- Albert Grau (1837–1900), Architekt
- Oscar Henschel (1837–1894), Unternehmer, Vorsitzender der Handelskammer Cassel und Abgeordneter
- Gustav Bickell (1838–1906), Orientalist
- Adolf Karl Ludwig Claus (1838–1900), Chemiker
- Ernst Gerland (1838–1910), Physikhistoriker
- Wilhelm von Specht (1838–1910), Generalmajor
- Gottfried Krause (1838–1923), Arzt und Abgeordneter des Provinziallandtages der Provinz Hessen-Nassau
- Wilhelm Körner (1839–1925), Chemiker
- Wilhelm Lohr (1839–1906), evangelischer Theologe und Generalsuperintendent
- Ludwig Mond (1839–1909), Chemiker
- August Nebelthau (1839–1888), Politiker
- Franz Treller (1839–1908), Schauspieler, Regisseur und Schriftsteller
- Carl Friedrich Gustav Vogt (1839–1886), Naturwissenschaftler und Pädagoge
- Roderich Waitz von Eschen (1839–1915), Bergbauunternehmer und Mitglied des Kummallandtags Kassel
- Moritz Alsberg (1840–1920), Arzt und Anthropologe
- Karl von Hanau-Hořovice (1840–1905), Sohn des Kurfürsten Friedrich Wilhelm I. von Hessen-Kassel
- Wilhelm Breithaupt (1841–1931), Ingenieur und Erfinder
- Wilhelm Pfannkuch (1841–1923), Politiker und Gewerkschafter
- Hugo Schneider (1841–1925), Maler und Architekt
- Karl Ruetz (1841–1930), Abgeordneter des Provinziallandtages der Provinz Hessen-Nassau
- Louis Müller (1842–1898), Architekt
- Gustav Schenk zu Schweinsberg (1842–1922), Archivar
- Jakob Stilling (1842–1915), Augenarzt
- Fritz Luckhardt (1843–1894), österreichischer Photograph
- Siegfried S. Goldschmidt (1844–1884), Indologe
- Carl Pfeiffer (1844–1912), Bankier
- Julius Rieß (1844–1900), Abgeordneter des Provinziallandtages der Provinz Hessen-Nassau
- Hugo von Dörnberg (1844–1930), Abgeordneter des Preußischen Herrenhauses
- Carl Schäfer (1844–1908), Architekt und Hochschullehrer
- Carl Friedrich Echtermeier (1845–1910), Bildhauer
- Sophie Junghans (1845–1907), Schriftstellerin
- Otto Schmidt (1845–1903), königlich preußischer Generalleutnant
- Louis Wolff (1846–1919), Schriftsteller
- Friedrich Coester (1847–1927), Richter am Preußischen Oberverwaltungsgericht
- Arthur von Griesheim (1847–1894), Unternehmer und Mitglied des Preußischen Abgeordnetenhauses
- Christoph Hehl (1847–1911), Architekt und Hochschullehrer
- Ida Janson (1847–1923), Pädagogin und Schulleiterin
- Ernst von Meyer (1847–1916), Chemiker und Chemiehistoriker
- Karl Schraub (1847–1917), Reichsgerichtsrat
- Auguste Förster (1848–1926), Pädagogin und Frauenrechtlerin
- Jean Berlit (1848–1937), Bäderunternehmer
- August Lingemann (1848 – nach 1895), Architekt
- Wilhelm Ruhl (1848–1926), Ingenieur und Erfinder
- Arnold von Amelunxen (1849–1910), preußischer Offizier
- Karl Brandau (1849–1917), Eisenbahn-Bauingenieur
- Heinrich Martin (1849–1936), Forstwissenschaftler und Hochschullehrer
- Carl Moeli (1849–1919), Psychiater und Neurologe
- Carl Nordmann (1849–1922), Architekt
- Mathilde Paar (1849–1889), Lehrerin und Schriftstellerin
- Ernst August Roßteuscher (1849–1914), Architekt und Baubeamter
- Wilhelm von Dehn-Rotfelser (1850–1932), preußischer Generalleutnant
- Reinhardt Ferdinand Albert Has (1850–1940), Architekt
- Josias von Heeringen (1850–1926), Offizier, Kriegsminister und Verbandsfunktionär
- Gustav Hüpeden (1850–1937), Gymnasialprofessor, MdR
- Eduard Niczky (1850–1919), Maler

#### 1851 bis 1875
- Adalbert Bezzenberger (1851–1922), Philologe, Archäologe und Hochschullehrer
- Carl Jatho (1851–1913), evangelischer Pfarrer
- Konrad Keßler (1851–1905), Orientalist, Semitist und Hochschullehrer
- Helene Weichardt (1851–1880), Schriftstellerin
- Ferdinand von Baumbach (1851–1912), Mitglied des Preußischen Abgeordnetenhauses
- Otto von Dufais (1852–1926), preußischer Generalleutnant
- Carl Fromme (1852–1945), Physiker und Mathematiker
- Otto Vogt (1852–1932), Mühlenbesitzer, Abgeordneter des Provinziallandtages der Provinz Hessen-Nassau
- Heinrich Stilling (1853–1911), Pathologe und Hochschullehrer
- Hermann Rieß von Scheurnschloß (1854–1917), preußischer Generalleutnant
- Max Rothfels (1854–1935), Rechtsanwalt und Notar
- Carl Schönemann (1854–1920), Augenarzt
- Friedrich Oetker (1854–1937), Rechtswissenschaftler
- Oskar von Cornberg (1855–1928), Jurist, Hofkammerpräsident im Fürstentum Reuß
- August Harnier (1855–1916), Geheimer Oberjustizrat
- August von Heeringen (1855–1927), Marineoffizier
- Walter Hassenpflug (1855–1921), Kurator der Philipps-Universität Marburg, Abgeordneter des Provinziallandtages
- Walter von Specht (1855–1923), Kammerherr und Generalmajor
- Adolf Lins (1856–1927), Maler
- Moritz von Hundelshausen (1856–1934), Landrat des Kreises Pyrmont
- Ferdinand Orth (1856–1922), Althistoriker und Lehrer
- Hugo Warlich (1856–1922), Dirigent
- Georg Kegel (1857–1912), Architekt
- Albert Lotz (1858–1926), Beamter, Abgeordneter und Hochschullehrer
- Johanna Wäscher, geb. Range (1858–1935), Frauenrechtlerin, Stadtverordnete
- Emil Zimmermann (1858–1898), Maler
- Kurt Schenck zu Schweinsberg (1858–1929), Konsistorialpräsident, Abgeordneter des Provinziallandtages der Provinz Hessen-Nassau, Mitglied des Preußischen Abgeordnetenhauses
- Heinrich Hoffmann (1859–1933), Kunstmaler
- Christian Scherer (1859–1935), Kunsthistoriker
- Carl Rudolph von Wild (1859–1951), deutscher Mediziner, Abgeordneter des Provinziallandtages der Provinz Hessen-Nassau
- Heinrich Berger (1860–1927), Bauingenieur
- Philipp von Baumbach (1860–1911), Landrat und Regierungspräsident
- Adolf Fennel (1860–1953), Industrieller für Vermessungsinstrumente
- Konrad Henkel, ab 1914 von Henkel-Gebhardi (1860–1923), Admiral der Kaiserlichen Marine
- Adolf Wild von Hohenborn (1860–1925), preußischer General und Kriegsminister
- Theodor Schröder (1860–1951), Verwaltungsjurist und Politiker
- Ludwig Wendemuth (1860–1929), Wasserbauingenieur und Baubeamter
- Maximilian Emil Hehl (1861–1916), Architekt
- Heinrich Johann Mänz (1861–1912), Architekt und Hochschulprofessor
- Carl Heicke (1862–1938), Gartenarchitekt
- Johann Lewalter (1862–1935), Volksliedsammler und Heimatschriftsteller
- Albert Wolf (1862–1938), Schauspieler, Sänger, Regisseur und Theaterdirektor
- Wilhelm von Baumbach (1863–1949), Adliger und Landrat in Burgdorf bei Hannover
- Peter August Jordan (1864–1938), Abgeordneter des Provinziallandtages der Provinz Hessen-Nassau
- Adolf Müller-Cassel (1864–1942), Maler
- Florens Christian Rang (1864–1924), protestantischer Theologe, Politiker und Schriftsteller
- Gustav Eskuche (1865–1917), Pädagoge, Gymnasialdirektor, Schriftsteller und Volksliedsammler
- Heinrich Giebel (1865–1951), Maler
- Adolf Kürle (1865–1912), Bildhauer und Maler
- Hermann Metz (1865–1945), Maler und Zeichner
- Philipp Scheidemann (1865–1939), Politiker und Publizist
- Friedrich Boedicker (1866–1944), Vizeadmiral
- Otto Gleim (1866–1929), Gouverneur von Kamerun
- Johannes Werthauer (1866–1938), Jurist und Strafrechtsreformer
- Otto Rubensohn (1867–1964), Klassischer Archäologe
- Gustav Schmidt-Cassel (1867–1954), Bildhauer
- Richard Reinhard Emil Schorr (1867–1951), Astronom
- Karl von Starck (1867–1937), Verwaltungsjurist und Politiker
- Lilly Heyde (1868–1928), Pädagogin
- Karl Krause (1868–1927), Nervenarzt und Sanitätsoffizier
- Sara Nussbaum (1868–1956), Holocaustüberlebende und Ehrenbürgerin der Stadt
- Constantin Rembe (1868–1958), Generalmajor und Politiker
- Philipp Losch (1869–1953), Historiker, Journalist und Bibliothekar
- August Schmid (1869–1947), Ministerialbeamter und Vertriebenenfunktionär
- Arnold Latwesen (1870–1951), Schriftsteller
- Karl Wachsmuth (1871–1937), Unternehmer, Abgeordneter des Provinziallandtages der Provinz Hessen-Nassau
- Franz Gundlach (1871–1941), Archivar und Historiker
- Ernst Möller (1871–1963), evangelischer Theologe und Abgeordneter des Provinziallandtages der Provinz Hessen-Nassau
- Ernst Neumann-Neander (1871–1954), Kunstmaler und Erfinder
- Alfred Eckhardt (1872–1960), Wasserbauingenieur und Baubeamter
- Anna Heidtmann-Bacharach (1872–1942), Malerin
- Wilhelm Hoffmann (1872–1945), Sanitätsoffizier, Hygieniker und Medizinalbeamter
- Hans Meyer-Kassel (1872–1952), deutsch-amerikanischer Maler
- Felix Blumenfeld (1873–1942), Kinderarzt und NS-Opfer
- Karl Henschel (1873–1924), Unternehmer und Inhaber der Maschinenfabrik Henschel & Sohn in Kassel
- Maximilian Klein von Diepold (1873–1949), Maler der Düsseldorfer Schule
- Hans Neumann (1873–1957), Grafiker
- Friedrich von Oppeln-Bronikowski (1873–1936), Schriftsteller, Übersetzer, Herausgeber und Kulturhistoriker
- Carl Horn (1874–1945), Maler
- Karl Ludwig Pfeiffer (1874–1952), Malakologe und Bankier
- August Bode (1875–1960), Industrieller
- Friedrich Schwarz (1875–1968), Bibliothekar
- Amalie Wündisch (1875–1956), Frauenrechtlerin, Sozialarbeiterin und Kommunalpolitikerin
- Rudolf Zahn (1875–1916), Architekt

#### 1876 bis 1900
- Philipp Daltrop (1876–1957), Jurist
- Hermann Max Hilgenberg (1876–1962), Bergingenieur und Gauführer des Wehrverbandes Stahlhelm, Bund der Frontsoldaten in Sachsen
- Oswald Landgrebe (1876–1956), Abgeordneter des Provinziallandtages der Provinz Hessen-Nassau
- Georg Potente (1876–1945), Gärtner
- Gustav Schmidt-Cassel (1867–1954), Bildhauer
- Peter Benedix (1877–1954), Schriftsteller und Archivar, geboren als Peter Jerusalem
- Julius Jordan (1877–1945), Archäologe und Bauforscher
- Paul Scheffer (1877–1916), Maler
- Karl Köster (1878–1963), Oberbaudirektor und Leiter der Planungsabteilung der nationalsozialistischen Reichsstelle für Raumordnung
- Wilhelm Pinder (1878–1947), Kunsthistoriker
- Hermann von Caemmerer (1879–1914), Historiker und königlich preußischer Hausarchivar
- Ernst Engel (1879–1967), Grafiker
- Max Ditmar Henkel (1879–1944), deutsch-niederländischer Kunsthistoriker und kommissarischer Direktor des Rijksmuseums Amsterdam
- Fritz Stolzenberg (1879–1934), Bürgermeister in Bad Hersfeld, Abgeordneter des Provinziallandtages der Provinz Hessen-Nassau
- Karl Bähr (1880–1943), Jurist, Präsident des Landeskirchenamtes und Direktor des Landgerichts Kassel
- Minna Bernst (1880–1965), Frauenrechtlerin und Stadtverordnete
- Otto Schellmann (1880–1953), Jurist und stellvertretender Landeshauptmann
- Cornelius Gellert (1881–1944), Politiker
- Kurt von Kleefeld (1881–1934), Geschäftsführer des Hansabunds
- Georg Kleine (1881–1944), Marineoffizier
- Hans von Goldacker (1882–1957), Geschäftsmann, Rittergutsbesitzer und Politiker
- Else von Schlitz (1882–1968), deutsches Opfer des Nationalsozialismus
- Friedrich Schneider (1882–1945), Jurist und Polizei-Regierungsdirektor
- Arthur Ulrich (1882–1958), Jurist
- Otto Weinreich (1882–1947), Pianist
- Christian Wittrock (1882–1967), Politiker
- Richard Weber (1882–1928), Verleger und Abgeordneter des Provinziallandtages der Provinz Hessen-Nassau
- Margret Heinemann (1883–1968), Klassische Archäologin und Gymnasiallehrerin
- Georg August Koch (1883–1963), Schauspieler
- Richard Meyer (1883–1956), Diplomat
- Otto Brill (1884–1934), Rechtsanwalt und Mitglied des Provinziallandtages der Provinz Hessen-Nassau
- Hugo von Dörnberg zu Hausen (1884–1963), Jurist und Landrat des Kreises Gelnhausen
- Gustav Hensel (1884–1933), Fußballspieler
- Friedrich Israel (1884–1956), Bibliothekar
- David Katz (1884–1953), Experimental-Psychologe
- August Auffarth (1885–1960), Vizepräsident des Oberlandesgerichts Kassel, Präses der Landessynode
- Wilhelm Bachmann (1885–1933), Chemiker
- Hans Kurt von Ditfurth (1885–1945), Verwaltungsjurist
- Karl Sömmer (1885–1974), Kasseler Mundartdichter
- Hugo Swart (1885–1952), Jurist, Verwaltungsbeamter und Politiker
- Richard Exner (1885–1945), Abgeordneter der NSDAP im Provinziallandtag der Provinz Hessen-Nassau
- Heinrich Butte (1886–1963), Bibliothekar
- Fritz Henkel (1886–1939), Konsul in Reval und Reichenberg
- Otto Hormel (1886–1971), Admiral der Kriegsmarine
- Franz Rosenzweig (1886–1929), deutsch-jüdischer Historiker und Philosoph
- Richard Wegmann (1886–1954), Gutsbesitzer, Abgeordneter des Provinziallandtages der Provinz Hessen-Nassau
- Wilhelm Ide (1887–1963), Erzähler, Lustspielautor und Reiseführerschreiber
- Kurt Magnus (1887–1962), Rundfunkpionier und Verwaltungsjurist
- Max Becker (1888–1960), Politiker
- Wilhelm Knothe (1888–1952), Politiker
- Heinrich Meyer-Bürdorf (1888–1971), General der Artillerie im Zweiten Weltkrieg
- Ludwig Mühlhausen (1888–1956), Keltologe und Hochschullehrer
- Heinrich Breul (1889–1941), Maler und Zeichenlehrer
- Rudolf Mitze (1889–1977), Jurist
- Friedrich Neumann (1889–1978), Germanist und Hochschullehrer
- Frieda H. Sichel (1889–1976), Nationalökonomin, Sozialarbeiterin
- Georg von Sodenstern (1889–1955), Offizier
- Fritz Grau (1890–1975), Jurist und Ministerialbeamter
- Herman Lamm (1890–1930), deutsch-US-amerikanischer Bankräuber
- Artur Mahraun (1890–1950), Aktivist und Schriftsteller
- Eduard Trabert (1890–1969), Gewerkschafter und Politiker
- Adelheid von Sachsen-Meiningen (1891–1971), Prinzessin von Sachsen-Meiningen und Preußen
- Margarethe Garthe (1891–1976), Malerin und Bildhauerin
- Rudolf Genschel (1891–1972), Biologe
- Hans Gummel (1891–1962), Prähistoriker
- Kurt Kersten (1891–1962), Historiker, Schriftsteller, Publizist und Journalist
- Hans Rothfels (1891–1976), deutsch-amerikanischer Historiker
- Friedrich Wilhelm Eckhardt (1892–1961), Ingenieur
- Dela E. Gotthelft (1892–nach 1943), Opern-, Konzert- und Oratoriensängerin
- Götz Kilian (1892–1940), Kommunist, Opfer der Köpenicker Blutwoche
- Fritz Lengemann (1892–1934), Politiker
- Ernst Metz (1892–1973), Maler und Grafiker
- Friedrich Quanz (1892–1968), Politiker
- Georg von Sachsen-Meiningen (1892–1946), Oberhaupt des Hauses Sachsen-Meiningen
- Anna Zinke (1892–1958), Politikerin
- Willy Hornstein (1893–1974), Jurist, Richter am Bundesfinanzhof
- Robert Kämmerer-Rohrig (1893–1977), Kunstmaler und Zeichner
- Georg Müller (1893–1978), Historiker, Germanist, Philosoph und Pädagoge
- Wilhelm Schott (1893–1990), Maler
- Rolf Wuthmann (1893–1977), Offizier
- Heinrich Reinhardt (1894–1959), Politiker und SA-Führer
- Heinrich Schneider (1894–1964), Lehrer und Gauschulungsleiter
- Hilde Wörner (1894–1963), Schauspielerin und Filmproduzentin
- Kurt Katzenstein (1895–1984) – seit 1944 Kurt Kaye, Pilot, Ingenieur, Unternehmer
- Wilhelm Struve (1895–1971), SA-Führer
- Werner von Fichte (1896–1955), SA-Führer, Polizeipräsident und Schriftsteller
- Georg Korth (1896–1985), Botschafter
- Herbert Lewandowski (1896–1996), Schriftsteller und Pionier der Sexualwissenschaft
- Elisabeth Selbert (1896–1986), Politikerin und Juristin
- Walther Seidler (1897–1952), Landwirt, NSDAP-Politiker und SA-Führer
- Bernard Etté (1898–1973), Kapellmeister und Violinist
- Konrad Gorges (1898–1968), Politiker
- Helmut Hasse (1898–1979), Mathematiker
- Manfred Hausmann (1898–1986), Schriftsteller und Journalist
- Konrad Kaletsch (1898–1978), Unternehmer
- Heinrich Ohlwein (1898–1969), Maler
- Karl Pfannkuch (1898–1965), Redakteur
- Willi Wittrock (1898–1966), Jurist, Verwaltungsbeamter und Politiker
- Emmy Glintzer (1899–1992), Malerin und Gebrauchsgrafikerin
- August Heinzerling (1899–1989), Erfinder und Unternehmer
- Oscar Robert Henschel (1899–1982), Ingenieur und Unternehmer
- Hedwig Jochmus (1899–1993), Politikerin
- Ernst Röttger (1899–1967), Maler
- Arnold Bode (1900–1977), Maler, Zeichner, Raumkünstler, Kurator, Hochschullehrer und Kunstpädagoge
- Ernst J. Martin (1900–1967), Dendrologe, Autor, Naturschützer und Zahnarzt
- Harro Siegel (1900–1985), Puppenspieler
- Horst Freiherr Treusch von Buttlar-Brandenfels (1900–1990), Offizier

- Heinrich Hornung (1900–1981), Initiator der Trinkwasserfluoridierung (1953–1971) im ehemaligen Bezirk Wahlershausen

### 20. Jahrhundert

#### 1901 bis 1910
- Wolf von Both (1901–1976), Bibliothekar
- Walter Katz (1901–1988), deutsch-israelischer Wirtschaftsjurist und Mitgründer der israelischen Jugendherbergsorganisation
- Max Loeb (1901–1962), deutsch-israelischer Architekt und Fachautor
- Henry Ormond (1901–1973), Jurist
- Robert Prévôt (1901–1998), Radiologe und Röntgenologe
- Elisabeth Siegel (1901–2002), Professorin für Pädagogik und Sozialpädagogik
- Heinrich Bergmann (1902–1980), Polizist und SS-Führer, der beim Kommandeur der Sicherheitspolizei und des SD in Estland eingesetzt war
- Karl Boekholt (1902–1983), Pflanzenbauwissenschaftler und Pflanzenzüchter
- Friedrich Fechner (1902–1964), Jurist
- Heinz Friebe (1902–1973), Ingenieur und Manager
- Herbert Hausmann (1902–1980), Ökonom und Politiker
- Carl Mertens (1902–1932), Offizier, Journalist und Pazifist
- Ludwig Roselius (1902–1977), Komponist, Musikkritiker und Dirigent
- Georg Strickrodt (1902–1989), Politiker
- Paul Bode (1903–1978), Architekt
- Carl Döbel (1903–1959), Zeichner und Maler
- Hildegard Jacoby (1903–1944), Wohlfahrtspflegerin jüdischer Herkunft, Mitarbeiterin der Bekennenden Kirche und Widerstandskämpferin gegen den Nationalsozialismus
- Günther Joel (1903–1978), Jurist und Nationalsozialist
- Harald Keller (1903–1989), Kunsthistoriker und Hochschullehrer
- Meta Muscat (1903–1978), Malerin
- Hans-Gerd von Rundstedt (1903–1948), Historiker und Bibliothekar
- Hans Wilhelm Siegel (1903–1997), deutscher Kaufmann und Kunstsammler
- Walter Groß (1904–1945), Politiker
- Karl Lasch (1904–1942), Volkswirtschaftler und Jurist
- Kurt Lion (1904–1980), deutsch-amerikanischer Physiker
- Ilse Pieper (1904–1979), Malerin des Rheinischen Expressionismus
- Eugen Bodart (1905–1981), Komponist und Dirigent
- Fritz Dettner (1905–1937), Politiker (KPD)
- Heinz Hungerland (1905–1987), Mediziner
- Leni Junker (1905–1997), Sprinterin
- Ferdinand Frantz (1906–1959), Opernsänger
- Kurt Reuber (1906–1944), Arzt, evangelischer Pfarrer und bildender Künstler
- Walter Schinzer (1906–1991), Jungschar-Funktionär und Schriftsteller
- Ernst Freudenthal (1907–1992), Kaufmann, Emigrant
- Georg Gliemeroth (1907–1982), Pflanzenbauwissenschaftler
- Heinz Friedrich Hartig (1907–1969), Komponist und Musikpädagoge
- Gerhard Richter-Bernburg (1907–1990), Geologe
- Hans-Gerrit von Stockhausen (1907–1943), Marineoffizier
- Eberhard Taubert (1907–1976), Jurist
- Max Danz (1908–2000), Arzt
- August-Martin Euler (1908–1966), Politiker
- Hans Heinrich Gerth (1908–1978), US-amerikanischer Soziologe
- Ernst Gotthardt (1908–1976), Geodät, Photogrammeter und Universitätsprofessor
- Heinrich Plett (1908–1963), Manager
- Rudolf Weber-Lortsch (1908–1976), Verwaltungsjurist
- Hans-Joachim Becker (1909–1974), Büroleiter der NS-Tötungsanstalt Hartheim
- Robert Ganse (1909–1972), Gynäkologe und Politiker
- Werner Jorns (1909–1990), Archäologe
- Ernst Melis (1909–2007), Widerstandskämpfer in der Résistance
- Franz Nüßlein (1909–2003), Jurist
- Ludwig Ramdohr (1909–1947), Kriminalpolizist und Mitarbeiter der Politischen Abteilung  im KZ Ravensbrück.
- Karl Branner (1910–1997), Politiker
- Theodor Haltenorth (1910–1981), Zoologe
- Arkadius Maria Wilhelm Spieker (1910–1945), Schulbruder und Märtyrer

#### 1911 bis 1920
- Karl Bachmann (1911–1997), Politiker
- Helmut Otto Blankmeister (1911–1975), Künstler, Grafiker und Schriftsteller
- Johann Diedrich Noltenius (1911–1979), Politiker, Senator und Bankdirektor
- Karl Clobes (1912–1996), Maler
- Erich Jordan (1912–1997), Politiker
- Tilo von Berlepsch (1913–1991), Schauspieler
- Werner Jacobs (1913–2007), römisch-katholischer Geistlicher und Theologe
- Leo Mildenberg (1913–2001), Numismatiker, Münzhändler und Antikensammler
- Bernhard Opfermann (1913–1995), römisch-katholischer Geistlicher und Heimatforscher
- Paul Werner (1913–2003), Generaldirektor der Bayern-Versicherung
- Helmut E. Ehrhardt (1914–1997), Psychiater, Rechtsmediziner und Hochschullehrer
- Annely Juda (1914–2006), Galeristin
- Karl-Heinz Otto (1915–1989), Prähistoriker
- Hanns-Christoph Becker von Sothen (1916–1980), Botschafter in Paraguay
- Hans Schönberger (1916–2005), Prähistoriker und Archäologe
- Günter Lanczkowski (1917–1993), Religionswissenschaftler und Altamerikanist
- Karl Wittrock (1917–2000), Jurist und Politiker
- Klaus Ritter (1918–2015), Jurist, Politikberater und Stiftungsgründer
- Ferdinand Schmidt (1918–1980), Arzt und Politiker
- Peter Berglar (1919–1989), Arzt und Historiker
- Karl-Heinz Leise (1919–2004), Physiker, Vizepräsident des Bundespatentgerichts
- Heinz Nickel (1919–2003), Künstler
- Albert Weber (1919–2008), Politiker
- Hans-Oskar Weber (1919–2002), Bibliothekar
- Dieter Blume (1920–2004), Lehrer und Ornithologe
- Richard Wurbs (1920–2018), Politiker

#### 1921 bis 1930
- Herbert Bräuning (1921–2014), Übersetzer und Journalist
- Franz Freiherr von Hammerstein-Equord (1921–2011), evangelischer Theologe
- Willi Lindemann (* 1921), Kristallograph und Hochschullehrer
- Wilhelm von der Emde (1922–2020), deutsch-österreichischer Wasserbauingenieur
- Erwin Heerich (1922–2004), Künstler
- Addi Hellwig (1922–1996), Kaufmann und Produzent volkstümlicher Musik
- Horst Joachim Rheindorf (1922–2018), Mediziner und ärztlicher Standespolitiker
- Albert Vietor (1922–1984), Manager
- Günter Wetzel (1922–2018), Politiker
- Albrecht Dihle (1923–2020), Altphilologe
- Lothar Haase (1923–2013), Volkswirt und Politiker
- Johannes Jourdan (1923–2020), evangelischer Theologe und Schriftsteller
- Ellen Lauterbach (1923–2011), Politikerin
- Karl-Heinz Metzner (1923–1994), Fußballspieler
- Mechtild Rommel (1923–2018), Agrarwissenschaftlerin und Hochschullehrerin
- Wilhelm Bachmann (1924–1987), Politiker
- Wolf J. Bell (1924–2014), Journalist
- Jürgen Girgensohn (1924–2007), Politiker
- Karl-Heinz Koch (1924–2007), Rechtsanwalt, Notar und Politiker
- Arno Stern (1924–2024), Pädagoge und Forscher
- Ekkehard Stuhldreher (* 1924), Politiker
- Wolf von Zworowsky (1924–2015), Politiker
- Rudolf Bernhardt (1925–2021), Völkerrechtler und Präsident des Europäischen Gerichtshofs für Menschenrechte
- Yargo De Lucca (1925–2008), kanadischer Maler, Grafiker und Skulpteur
- Norbert Pfennig (1925–2008), Mikrobiologe
- Joachim Rottmann (1925–2014), Jurist
- Hartmut Sierig (1925–1968), Theaterwissenschaftler und Theologe
- Jochen Thomas (1925–1995), Schauspieler und Regisseur
- Ilse Werder (1925–2023), Redakteurin und Sachbuchautorin
- Richard Baier (* 1926), Journalist und Rundfunksprecher
- Karl-Bernhard Gundlach (1926–2019), Mathematiker und Hochschullehrer
- Christa Slezak-Schindler (* 1926), Sprachwissenschaftlerin
- Hans-Joachim Budeit (* 1927), Architekt und Fotograf
- Hannelore Erhart (1927–2013), evangelische Theologin und Hochschullehrerin
- Hubert Ivo (1927–2021), Germanist, Didaktiker und Hochschullehrer
- Gerhard Jahn (1927–1998), Politiker
- Rüdiger Lichti (1927–2002), Schauspieler
- William W. Hallo (1928–2015), US-amerikanischer Altorientalist
- Hans-Joachim Schweitzer (1928–2007), Apotheker, Paläobotaniker und Hochschullehrer
- Werner Hunstein (1928–2012), Mediziner
- Rudi Walther (1928–2010), Politiker, Bürgermeister und Mitglied des Bundestages
- Max Weinberg (1928–2018), deutsch-israelischer Künstler
- Jochen Desel (1929–2023), evangelischer Theologe und Kirchenhistoriker
- Bernd Kirtz (* 1929), Fotograf
- Benyamin Maoz (1929–2014), israelischer Psychiater und Psychotherapeut
- Horst Müller (1929–2020), Pädagoge, Laienspielleiter, Theater-Regisseur und Autor
- Alfred Eugen Ott (1929–1994), Wirtschaftswissenschaftler
- Horst Schäfer (1929–1978), Schauspieler und Hörspielsprecher
- Gerhard Schröder (1929–2015), Chemiker
- Ernst Schulin (1929–2017), Historiker
- Gerhard Sprenger (1929–1997), Politiker
- Anneliese Augustin (1930–2021), Politikerin
- Ernst-Wolfgang Böckenförde (1930–2019), Staats- und Verwaltungsrechtler sowie Rechtsphilosoph und Richter des Bundesverfassungsgerichts
- Wolfgang Endemann (* 1930), Jurist
- Ludwig Finscher (1930–2020), Musikhistoriker
- Jost Hermand (1930–2021), Literaturwissenschaftler, Kulturhistoriker und Professor an den Universitäten Wisconsin-Madison, Havard, München, Köln und Berlin
- Jochen Schumann (1930–2018), Wirtschaftswissenschaftler
- Günter Siebert (1930–2017), Fußballspieler und -funktionär
- Gerhard Wenderoth (1930–2002), Politiker

#### 1931 bis 1940
- Holger Börner (1931–2006), Politiker (SPD)
- Wolfgang Pehnt (1931–2023), Architekturhistoriker und -kritiker
- Reinhard Slenczka (1931–2022), Theologe
- Rolf Breitenstein (1932–2021), Volkswirt und Schriftsteller
- Mechthild Schröder (1932–2010), Ärztin und baptistische Diakonisse
- Hans-Joachim Weimann (1932–2012), Forstwissenschaftler
- Joe Hembus (1933–1985), Filmkritiker, Filmhistoriker, Drehbuchautor und Filmdarsteller
- Alfred Nemeczek (1933–2016), Autor, Kunsthistoriker und Kunstjournalist
- Dietmar Rothermund (1933–2020), Indologe und Hochschullehrer
- Ingeburg Schäfer (1933–2011), Politikerin (SPD)
- Burghard Vilmar (1933–2020), Jurist und Politiker (SPD)
- Wilfried Böhm (* 1934), Diplomvolkswirt und Politiker (CDU)
- Peter Brockmeier (1934–2024), Romanist und Komparatist
- Wolfgang Deurer (1934–2023), Architekt, Denkmalpfleger und Dombaumeister
- Gerhard Evertz (* 1934), Jazzautor und Schlagzeuger
- Herbert Fritsche (1934–2024), Lehrer und Historiker
- Walther Hadding (* 1934), Zivilrechtswissenschaftler
- Hans-Peter Lehmann (1934–2025), Regisseur und Intendant
- Jochen Karl Mehldau (1934–2022), Heimat- und Ahnenforscher
- Valentine Rothe (* 1934), Malerin und Geschichtsdidaktikerin
- Rolf Wenzel (1934–2018), Offizier und Verbandsfunktionär
- Helmut Brede (1935–2025), Wirtschaftswissenschaftler und Hochschullehrer
- Horst Paulmann Kemna (1935–2025), deutsch-chilenischer Unternehmer
- Gerhard Sauter (* 1935), Theologe
- Günter Völker (1935–2020), Versicherungsmanager
- Günther Zimmermann (* 1935), Romanist
- Karl Garff (* 1936), Mundart-Kabarettist
- Manfred Hansmann (1936–2009), Gynäkologe
- Helmut Henne (1936–2021), Germanist und Hochschullehrer
- Herbert Heyer (1936–2018), Mathematiker
- Walter Janssen (1936–2001), Prähistoriker und Mittelalterarchäologe
- Wolfgang Leinemann (1936–2016), Jurist, Richter am Bundesarbeitsgericht
- Holger Obermann (1936–2021), Fußballspieler und Fernsehreporter
- Peter Römer (* 1936), Politikwissenschaftler und Jurist, Hochschullehrer
- Barbara Schaeffer-Hegel (* 1936), Sozialwissenschaftlerin
- Brunhilde Sonntag (1936–2002), Komponistin, Musikwissenschaftlerin und Hochschullehrerin
- Arno Waldschmidt (1936–2017), Zeichner und Grafiker
- Peter M. Bode (1937–2019), Architekturkritiker, Journalist und Autor
- Dieter Grimm (* 1937), Rechtswissenschaftler
- Ulrich Hadding (1937–2018), Mediziner und Mikrobiologe
- Martin Kurbjuhn (* 1937), Schriftsteller
- Elisabeth Lenk (1937–2022), Literaturwissenschaftlerin und Soziologin
- Jürgen Sawade (1937–2015), Architekt
- Uwe Uffelmann (1937–2008), Historiker und Geschichtsdidaktiker
- Lisa Vollmer (1937–2022), Politikerin (SPD)
- Friedrich Karl Barth (* 1938), Pfarrer
- Hartmut Böhm (1938–2021), Objektkünstler
- Jürgen Gerlach (* 1938), Politiker
- Jochen Lengemann (* 1938), Jurist und Politiker (CDU)
- Sig Ohlemann (1938–2022), kanadischer Mittelstreckenläufer und Sprinter
- Gerhard Schaub (1938–2017), Germanist
- Hans-Günther Sonntag (1938–2024), Mikrobiologe und Hochschullehrer
- Michael Stürmer (* 1938), Historiker
- Reiner Bastine (* 1939), Psychologe, Psychotherapeut und Mediator sowie Professor
- Hartmut Bauer (1939–2018), Opernsänger (Bass)
- Mechthild Curtius (* 1939), Schriftstellerin und Literaturwissenschaftlerin
- Klaus Eichmann (* 1939), Mediziner und Immunologe
- Klaus Gerbig (1939–1992), Hürdenläufer
- Helga Kämpf-Jansen (1939–2011), Pädagogin, Künstlerin und Hochschullehrerin
- Werner Kleinkauf (* 1939), em. Professor f. Elektrotechnik, Forschungs- & Regionalförderer; Pionier der Energiewende
- Alfred Kröner (1939–2019), Professor für Regionale und Allgemeine Geologie und Geowissenschaftler
- Gerd Edler von Löw (1939–2025), Brigadegeneral der Bundeswehr
- Pit Morell (* 1939), Maler und Erzähler
- Klaus Sames (* 1939), Gerontologe, Anatom und Hochschullehrer
- Albert Schindehütte (* 1939), Illustrator, Grafiker und Zeichner
- Jürgen Bähr (1940–2014), Geograph
- Hans Manfred Bock (1940–2022), Politikwissenschaftler und Komparatist
- Carin Braun (1940–1986), Theater- und Filmschauspielerin sowie Regisseurin
- Helmut Burmeister (* 1940), Regionalhistoriker
- Gernulf Garbe (* 1940), Sportmediziner, Orthopäde und Chirotherapeut
- Jörg Hoff (* 1940), Generalapotheker der Bundeswehr
- Otto Kretschmer (1940–2004), Politiker (SPD), von 1994 bis 1999 Justizminister des Freistaates Thüringen
- Helmut Martin (1940–1999), Sinologe
- Edgar Meister (* 1940), Politiker (SPD)
- Rolf Reichardt (* 1940), Historiker, Romanist und Bibliothekar
- Gerhard Schmidt (1940–2023), Politiker (SPD)
- Alice Schorbach (* 1940), Künstlerin
- Norbert Wieczorek (1940–2022), Politiker (SPD)

#### 1941 bis 1950
- Wolfgang Berger (* 1941), Philosoph und Ökonom
- Gerhard Berz (* 1941), Geowissenschaftler
- Hans Eichel (* 1941), Politiker (SPD), von 1999 bis 2005 Bundesfinanzminister
- Rolf Gerner (* 1941), Maler, Zeichner und Grafiker
- Fritz-Eugen Keller (1941–2018), Kunsthistoriker und Bibliothekar
- Thorwald Proll (* 1941), Lyriker, Autor, Lektor und Buchhändler
- Mathias Schröder (1941–2023), Schriftsteller und praktischer Arzt
- Hildegard L. C. Tristram (1941–2020), Anglistin, Keltologin und Hochschullehrerin
- Manfred Wilke (1941–2022), Soziologe und Zeithistoriker
- Hartwig Freiesleben (* 1942), Physiker
- Bernhard Granz (* 1942), deutscher Brigadegeneral der Bundeswehr
- Holmar Knörzer (* 1942), Journalist und Autor
- Björn Lemmer (* 1942), Pharmakologe
- Christoph von der Malsburg (* 1942), Physiker, Neurobiologe und Hochschullehrer
- Eberhard Slenczka (* 1942), klassischer Archäologe und Bibliothekar
- Norbert Trelle (* 1942), katholischer Geistlicher, Altbischof von Hildesheim
- Jürgen Vietor (* 1942), Copilot während der Entführung des Flugzeugs Landshut
- Ludwig Georg Braun (* 1943), Ehrenpräsident des DIHK
- Stefan Hartmann (1943–2016), Historiker und Archivar
- Volker G. Heinz (* 1943), Rechtsanwalt und Notar; Fluchthelfer in Berlin
- Eike Hennig (* 1943), Politikwissenschaftler und Soziologe
- Wolfgang Mütze (* 1943), Jurist
- Bruno Preilowski (1943–2023), Neuropsychologe und Hochschullehrer
- Angelika Hartmann (1944–2023), Islamwissenschaftlerin und Hochschullehrerin
- Hedda Herwig (1944–2015), Politikwissenschaftlerin und politische Philosophin
- Wulf Noll (* 1944), Schriftsteller und Essayist
- Wolfgang Wischmeyer (1944–2025), evangelischer Theologe und Professor
- Ingrid L. Ernst (* 1945), Theaterregisseurin, Dozentin, Dramaturgin und Autorin
- Elisabeth Feldbusch (1946–2020), Linguistin und Germanistin
- Bernd Pfaffenbach (* 1946), Verwaltungsbeamter
- Walter Siebert (* 1946), Politiker (CDU), von 1993 bis 1995 Mitglied des Hessischen Landtages
- Robert Simon (* 1946), Kunstmanager, Kunstsammler, Galerist und Museumsgründer
- Winfried Aufenanger (1947–2021), Polizeibeamter, Leichtathletiktrainer und Marathon-Bundestrainer
- Holger Brück (* 1947), Fußballspieler und -trainer
- Heinz-Dieter Knöll (* 1947), Wirtschaftsinformatiker
- Bernd F. Lunkewitz (* 1947), Immobilieninvestor und Verleger
- Astrid Proll (* 1947), Mitgründerin der Rote Armee Fraktion
- Barbara Scheuch-Vötterle (* 1947), Musikverlegerin
- Robert Schweitzer (* 1947), Osteuropa-Historiker, Bibliothekar
- Wolfgang Klooß (* 1948), Anglist
- Werner Bätzing (* 1949), Professor für Kulturgeographie
- Thomas Eger (* 1949), Wirtschaftswissenschaftler, Hochschullehrer
- Gisela Getty (* 1949), Fotografin und Autorin
- Wolfgang Mock (* 1949), Journalist und Schriftsteller
- Walter Passian (1949–2017), Schriftsteller und Dramatiker
- Martin Schindehütte (* 1949), evangelischer Theologe und Pastor
- Felix Semmelroth (* 1949), Kulturdezernent der Stadt Frankfurt am Main
- Jutta Winkelmann (1949–2017), Regisseurin und Autorin
- Hans D. Baumann (* 1950), Fachautor und Journalist
- Volker Einrauch (* 1950), Drehbuchautor, Filmregisseur und Filmproduzent
- Andreas Griewank (1950–2021), Mathematiker
- Harald Kimpel (* 1950), Kunstwissenschaftler

#### 1951 bis 1960
- Wau Holland (1951–2001), Journalist und Computeraktivist
- Norbert Rehrmann (1951–2010), Professor für hispanistische Kulturwissenschaften
- Carola Sachse (* 1951), Historikerin
- Hans-Joachim Schalles (1951–2015), Klassischer Archäologe und Museumspädagoge
- Karlheinz Viereck (* 1951), Generalleutnant der Luftwaffe der Bundeswehr
- Hans Otfried Dittmer (1952–2018), Schriftsteller und Verleger
- Bernd Koberstein (* 1952), Geistlicher
- Hubert Lenz (* 1952), Philosoph und Theologe
- Gernot Schwaiger (* 1952), bildender Künstler, Lithograph, Zeichner und Bildhauer
- Jürgen Stephan (* 1952), Leichtathletiktrainer
- Thomas Wollny (* 1952), Generalmajor der Luftwaffe der Bundeswehr
- Michael Kellner (* 1953), deutscher Verleger und Übersetzer
- Klaus-Peter Haupt (1953–2023), deutscher Gymnasiallehrer
- Michael Friedrich Vogt (1953–2025), Journalist und Autor
- Stefan Wolfschütz (* 1953), Autor und Theologe
- Brigitte Zypries (* 1953), Politikerin (SPD), von 2002 bis 2009 Bundesministerin der Justiz, von 2017 bis 2018 Bundesministerin für Wirtschaft und Energie
- Johann-Dietrich Wörner (* 1954), Bauingenieur und Vorstandsvorsitzender des DLR
- Wolfgang Decker (* 1955), Politiker (SPD), von 2008 bis 2021 Mitglied des Hessischen Landtags
- Johannes Eisenberg (* 1955), Jurist, Rechtsanwalt
- Thomas Gerwin (* 1955), Komponist, Klangkünstler und Musikwissenschaftler
- Ulrike Hessler (1955–2012), Autorin, Journalistin und Intendantin der Dresdner Semperoper
- Manfred Kleimann (1955–2025), Journalist, Erfinder des Magazins Aktueller Software Markt
- Norbert Kluge (* 1955), Gewerkschafter und Sozialwissenschaftler
- Rudolf Küster (1955–2012), Gewichtheber und Kraftsportler
- Karin Mathes (* 1955), Politikerin (Bündnis 90/Die Grünen), von 1999 bis 2011 Mitglied der Bremischen Bürgerschaft
- Gerhard Reinbold (* 1955), Fußballspieler und -trainer
- Wolrad Rommel (* 1955), Rechtswissenschaftler
- Ralf Salzmann (* 1955), Langstreckenläufer
- Andreas Schön (* 1955), Maler
- Ilona Schulz (* 1955), Sängerin, Schauspielerin und Synchronsprecherin
- Jörg-Uwe Hahn (* 1956), Politiker (FDP), von 1987 bis 2024 Mitglied des Hessischen Landtags, von 2009 bis 2014 Hessischer Justizminister
- Kristina Hänel (* 1956), Allgemeinmedizinerin
- Gerhard Kroschewski (* 1956), Ruderer
- Hubertus Meyer-Burckhardt (* 1956), Fernsehproduzent, Journalist und Manager
- Peer Schröder (1956–2019), Lyriker, Schriftsteller und Kulturwissenschaftler
- Beate Schücking (* 1956), Medizinerin und Hochschullehrerin
- Horst Seidenfaden (1956–2024), Journalist und Schriftsteller
- Achim Sommer (* 1956), Kunstwissenschaftler
- Christian Somogyi (* 1956), Bürgermeister von Stadtallendorf
- Christoph Eichhorn (* 1957), Schauspieler und Regisseur
- Dietlind Grabe-Bolz (* 1957), Musikerin, Pädagogin und Politikerin
- Franziska Grasshoff (1957–1999), Schauspielerin
- Ulrike Haage (* 1957), Pianistin, Klangkünstlerin, Komponistin und Hörspielautorin
- Stefan Hunstein (* 1957), Schauspieler und Fotokünstler
- Holger Poppenhäger (* 1957), Jurist und Politiker (SPD), von 2009 bis 2014 Thüringer Justizminister, von 2014 bis 2017 Thüringer Innenminister
- Harald Schumann (* 1957), Autor, Journalist und Diplom-Ingenieur
- Ulrike Sommer (* 1957), Journalistin, Autorin und Politikerin (SPD)
- Margit Hellwig-Bötte (* 1958), Diplomatin
- Raymond Ley (* 1958), Autor, Film- und Fernsehregisseur
- Michael Pietsch (1958–2022), Mediziner und Politiker
- Frank Sauter (* 1958), Politiker (CDU), von 1992 bis 1996 und von 2005 bis 2009 Mitglied des Landtages von Schleswig-Holstein
- Antje Siebrecht (1958–2013), bildende Künstlerin
- Manfred Weiß (* 1958), Regisseur, Autor, Dramaturg und Schauspieler
- Heinrich Werner (1958–2007), Mediziner
- Heike Wiehle-Timm (* 1958), Dramaturgin und Filmproduzentin
- Sonja Deuter (* 1959), Politikerin (GAL), von 1997 bis 2001 Mitglied der Hamburgischen Bürgerschaft
- Matthias Morgenstern (* 1959), Professor für Judaistik und Religionswissenschaft
- Klaus Peter Rippe (* 1959), Philosoph und Hochschullehrer
- Kai J. Sasse (1959–2012), Schriftsteller
- Barbara Stark (* 1959), Kunsthistorikerin
- Christof Wöll (* 1959), Physiker und Physikochemiker
- Claudia Jakobshagen (* 1960), Schauspielerin und Sprecherin
- Rainer Lippe (* 1960), Eishockeyfunktionär und Unternehmer
- Michaela Merz (* 1960), Software-Entwicklerin, Internet-Pionierin und Unternehmerin
- Swen Papenbrock (1960–2025), Grafiker
- Matthias Schubert (* 1960), Jazzmusiker

#### 1961 bis 1970
- Wolfgang David (* 1961), Prähistoriker
- Gerdum Enders (* 1961), Designmanager und Hochschullehrer
- Ulrike Folkerts (* 1961), Schauspielerin
- Matthias Heine (* 1961), Journalist und Autor
- Martin Hornberger (* 1961), Diplom-Sportlehrer und Sportfunktionär
- Anja Lechner (* 1961), Cellistin
- Maria-Sibylla Lotter (* 1961), Philosophin und Kolumnistin
- Torsten Müller (* 1961), Agrarwissenschaftler
- Erik Petry (* 1961), Historiker
- Jan Stressenreuter (1961–2018), Schriftsteller
- Jamal Tuschick (* 1961), Schriftsteller, Literaturkritiker, Journalist und Publizist
- Andreas-Peter Weber (* 1961), Radio-Programmchef
- Bernd Wedemeyer-Kolwe (* 1961; gebürtig Bernd Wedemeyer), Sportwissenschaftler und Volkskundler
- Martina Werner (* 1961), Politikerin (SPD), von 2014 bis 2019 Mitglied des Europäischen Parlaments
- Uwe Wolf (* 1961), Musikwissenschaftler
- Jutta Heinz (* 1962), Literaturwissenschaftlerin
- Achim Kleinlein (* 1962), Tenor, Oratorien- und Opernsänger
- Eva Kühne-Hörmann (* 1962), Politikerin, von 2009 bis 2014 war sie Hessische Wissenschaftsministerin, von 2014 bis 2022 Hessische Justizministerin
- Karin Müller (* 1962), Politikerin (Bündnis 90/Die Grünen), von 2009 bis 2024 Mitglied des Hessischen Landtags
- Thomas Noll (* 1962), Kunsthistoriker
- Wolfgang Reinbold (* 1962), evangelischer Theologe
- Manfred Sapper (* 1962), Politikwissenschaftler und Chefredakteur
- Christina Schindler (* 1962), Filmregisseurin, Drehbuchautorin und Filmproduzentin
- Oliver Stokowski (* 1962), Schauspieler
- Bernd Sturmfels (* 1962), Mathematiker
- Gerhard Wagner (* 1962), Rechtswissenschaftler
- Dietmar Walberg (* 1962), deutscher Architekt und Hochschullehrer
- Frank Williges (* 1962), Politiker
- Petra Wolf (* 1962), Tiermedizinerin, Hochschullehrerin
- José Alvarez-Brill (1963–2020), Musiker, Komponist und Produzent
- Mo Asumang (* 1963), Schauspielerin, Sängerin, Fernsehmoderatorin, Regisseurin und Synchronsprecherin
- Sabine Kacunko (* 1963), Künstlerin
- Thomas Kiesewetter (* 1963), Bildhauer und Maler
- Dirk Ofner (1963–2008), österreichischer Schriftsteller
- Susanne Schulz (* 1963), Regisseurin, Dramaturgin, Autorin und Intendantin
- Thomas Fuchs (* 1964), Autor und Journalist
- Gerald Funke (* 1964), Brigadegeneral der Luftwaffe der Bundeswehr
- Andreas Käckell (* 1964), Sportjournalist
- Stefan Schreiter (* 1964), Unternehmer
- Annette Wetekam (* 1964), Politikerin
- Birgitt Austermühl (* 1965), Fußballspielerin
- Cyrill Berndt (* 1965), Schauspieler und Comedian
- Beate Lakotta (* 1965), Journalistin und Buchautorin
- Ludolf Pelizaeus (* 1965), Historiker
- Rüdiger Schäfer (* 1965), Unternehmer und Autor
- Claudia Schick (* 1965), Fernsehmoderatorin
- Kay-Achim Heino Schönbach (* 1965), Vizeadmiral, ehem. Inspekteur der Marine
- Guntram Schulze-Wegener (* 1965), Journalist und Historiker
- Tim Staffel (* 1965), Schriftsteller und Theaterregisseur
- Ralph Guise-Rübe (* 1966), Jurist, Richter und Präsident des Landgerichts Hannover
- Andreas Hieke (* 1966), Fernsehjournalist
- Tizian Jost (* 1966), Jazzmusiker
- Esther Kalveram (* 1966), Politikerin (SPD)
- Hans Henning Paar (* 1966), Tänzer und Choreograf
- Dirk Schmelting (* 1966), Fußballspieler
- Martin Strege (* 1966), Leichtathlet
- Michael Lampe (* 1967), Künstler
- Uwe Loll (* 1967), Radio-Journalist und Rhetoriktrainer
- Renate Schaub (* 1967), Rechtswissenschaftlerin und Hochschullehrerin
- Mark Weinmeister (* 1967), Politiker (CDU)
- Natalia Bachmayer (* 1968), Journalistin und Korrespondentin
- Martin Bialluch (* 1968), politischer Beamter (Die Linke)
- Sandra Dahlke (* 1968), Historikerin
- Chris Hülsbeck (* 1968), Musiker
- Elmar Kühling (* 1968), Theater-, Fernseh- und Filmschauspieler
- Reinhard Staupe (* 1968), Spieleautor
- Dirk Stederoth (* 1968), Philosoph
- Johannes Tolle (* 1968), Dirigent und Unternehmer
- Matthias Körner (* 1969), Politiker (SPD), Abgeordneter im Hessischen Landtag
- Erdmute Prautzsch (* 1969), Künstlerin
- Tanja Hartdegen (* 1970), Politikerin (SPD)
- Yvonne Kleinmann (* 1970), Historikerin
- Thomas Pfannkuch (* 1970), Fußballspieler und -trainer

#### 1971 bis 1980
- Matthias Berninger (* 1971), Politiker (Bündnis 90/Die Grünen)
- Christoph Bogon (* 1971), Kirchenmusiker
- Mirko Dickhaut (* 1971), Fußballspieler und -trainer
- Steffen Hallaschka (* 1971), Hörfunk- und Fernsehmoderator
- Fabian Krüger (* 1971), Theater- und Filmschauspieler
- Carsten Lakies (* 1971), Fußballspieler
- Michael Mason (* 1971), Fußballspieler
- Danja Müsch (* 1971), Volleyball- und Beachvolleyballspielerin
- André Schubert (* 1971), Fußballtrainer
- Simon Zimbardo (* 1971), Schlagzeuger und Musikpädagoge
- Malte Herwig (* 1972), Journalist, Schriftsteller und Literaturkritiker
- Mirco Müller (* 1972), Unternehmer und Sachbuchautor
- Christian Philipsen (* 1972), Historiker
- Thorsten Ingo Schmidt (* 1972), Rechtswissenschaftler, Hochschullehrer
- Karsten Wendland (* 1972), Informatiker und Professor
- Andreas Büttner (* 1973), Politiker
- Oliver Gerke (* 1973), Künstler
- Mario Kotaska (* 1973), Koch
- Sascha Mersch (* 1973), Pianist, Sänger und Komponist
- Sandra Richter (* 1973), Literatur- und Politikwissenschaftlerin
- Markus Berger (* 1974), Buchautor
- Stella Luncke (* 1974), Journalistin, Autorin und Hörspielregisseurin
- Norman Cöster (* 1975), Autor, Schauspieler und Regisseur
- Sebastian Hess (* 1975), deutscher Agrarökonom und Hochschullehrer
- Maxim Mehmet (* 1975), Schauspieler
- Yvonne Ransbach (* 1975), Fernsehmoderatorin
- Florian Rentsch (* 1975), Politiker (FDP)
- Maria Christina Rost (* 1975), Jurist
- Björn Sänger (* 1975), Politiker (FDP), Mitglied im Deutschen Bundestag
- Brixx (* 1976), Sängerin und Rapperin
- Daniel Drechsel-Grau (* 1976), Regisseur
- Stephan Emig (* 1976), Schlagzeuger
- Christian Geselle (* 1976), Jurist und Politiker (parteilos, zuvor SPD), Oberbürgermeister von Kassel
- Dragutin Horvat (* 1976), Dartspieler
- Christopher Posch (* 1976), Jurist und Fernsehdarsteller
- Olaf Saumer (* 1976), Filmregisseur, Drehbuchautor und Produzent
- Michael Sommer (* 1976), Autor, Dramaturg und Literaturwissenschaftler
- Christian Weidner (* 1976), Jazz-Saxophonist und -komponist
- Ira Atari (* 1977), Musikerin
- Thorsten Bauer (* 1977), Fußballspieler
- Jan Decker (* 1977), Schriftsteller
- Ömer Erdoğan (* 1977), Fußballspieler
- Daniel Falb (* 1977), Schriftsteller
- Hans Christian Göttlicher (* 1977), Bauingenieur, Lehrer und Politiker
- Andrea Harder (* 1977), Basketballspielerin
- Robot Koch (* 1977), Musikproduzent
- Özcan Çetinkaya (* 1978), türkischer Boxer
- Moritz Führmann (* 1978), Schauspieler
- Christian Genzel (* 1978), Filmemacher, Filmjournalist und Podcaster
- Boris Klabunde (* 1978), Gitarrist, Sänger und Songwriter
- Benjamin P. Lange (* 1978), Psychologe und Medienexperte
- Mehmet Göker (* 1979), Unternehmer, Gründer der MEG AG
- Sigmund Oehrl (* 1979), Archäologe, Altnordist
- Anna-Sophie Mahler (* 1979), Schauspiel- und Opernregisseurin
- Pegah Edalatian (* 1980), Politikerin (Bündnis 90/Die Grünen)
- Martin Kovacs (* 1980), Archäologe
- Martina Müller (* 1980), Fußballspielerin
- Tina Pfurr (* 1980), Schauspielerin
- Manuela Strube (* 1980), Politikerin (SPD)

#### 1981 bis 2000
- Sandra Hochhuth (* 1981), Fernsehmoderatorin und -journalistin
- Friederike Lohrer (* 1982), Schauspielerin und Synchronsprecherin
- Johann Rappenglück (* 1982), Koch
- Florian Schmidtke (* 1982), Schauspieler
- Erik Strauß (* 1982), Wirtschaftswissenschaftler und Hochschullehrer
- Jana Volkmann (* 1983), Autorin
- Lasse Becker (* 1983), Politiker (FDP)
- Annika Mehlhorn (* 1983), Schwimmerin
- Maurice Müller (* 1983), Politiker (Bündnis 90/Die Grünen)
- Meryem Uzerli (* 1983), türkisch-deutsche Schauspielerin
- Manuel Klinge (* 1984), Eishockeyspieler
- Katharina Küpper (* 1985), Schauspielerin
- Jenny Schäfer (* 1985), Bildende Künstlerin und Autorin
- Tobias Schwab (* 1985), Eishockeyspieler
- Halit Yozgat (1985–2006), letztes Opfer der NSU-Mordserie
- Martin Stahlberg (* 1985), Fußballspieler
- Sebastian Zinke (* 1985), Fußballspieler
- Nejmeddin Daghfous (* 1986), Fußballspieler
- Özer Hurmacı (* 1986), deutsch-türkischer Fußballspieler
- Alexander Heinrich (* 1987), Eishockeyspieler
- Cara Röhner (* 1987), Juristin und Professorin für Soziales Recht
- Rebekka Knoll (* 1988), Schriftstellerin
- Romina Weber (* 1988), Schauspielerin
- Anna-Lena Best-Pohl (* 1990), Triathletin
- Steven Müller (* 1990), Leichtathlet
- Pamela Dutkiewicz-Emmerich (* 1991), Leichtathletin, WM-Dritte
- Florian Schneider (* 1991), Politiker (SPD)
- Sophie von der Tann (* 1991), Journalistin
- Philipp Dausch (* 1992), Musiker (Milky Chance)
- Franziska van der Heide (* 1992), Schauspielerin
- Laura Hottenrott (* 1992), Langstreckenläuferin
- Tim Knipping (* 1992), Fußballspieler
- Lea (* 1992), Musikerin
- Yunus Malli (* 1992), Fußballspieler
- Clemens Rehbein (* 1992), Musiker (Milky Chance)
- Carolin Simon (* 1992), Fußballerin
- Tim Müller-Zitzke (* 1994), Filmproduzent und Fotograf
- Pippa Schneider (* 1994), Politikerin (Bündnis 90/Die Grünen)
- Sebastian Damm (* 1995), Handballspieler
- Marvin Friedrich (* 1995), Fußballspieler
- Konstantin Gries (* 1995), Schauspieler
- Marc Stendera (* 1995), Fußballspieler
- Noah Aghas (* 1996), Basketballspieler
- Sascha Meier (* 1997), Politiker (Bündnis 90/Die Grünen)
- Dennis Wagner (* 1997), Schachspieler
- Tim Lucca Krüger (* 1998), Eishockeyspieler
- Isabella Möller (* 1998), Fußballspielerin
- Mirko Pantkowski (* 1998), Eishockeytorwart
- Niklas Schmidt (* 1998), Fußballspieler
- Marlon Sündermann (* 1998), Fußballspieler
- Lukas Ahrend (* 2000), Fußballspieler
- Ogechika Heil (* 2000), Fußballspieler
- Mayberg (* 2000), Singer-Songwriter

### 21. Jahrhundert
- Justin Schütz (* 2000), Eishockeyspieler
- Jan Luca Sennhenn (* 2000), Eishockeyspieler
- Erkan Eyibil (* 2001), Fußballspieler
- Marie Reichert (* 2001), Basketballspielerin und Olympiasiegerin
- Moritz Flotho (* 2002), Fußballspieler
- Sophia Klee (* 2003), Tischtennisspielerin
- İlayda İçier (* 2004), deutschtürkische Fußballspielerin
- Jermaine Kokoú Kothé (* 2005), Model
- Rafael Lubach (* 2005), Fußballspieler
- Mathilda Smidt (* 2005), Schauspielerin

## Personen, die in Kassel gewirkt haben
Personen, die in Kassel zumindest zeitweise gewirkt haben, aber nicht dort geboren sind:

### Bis 1900
- Johann Heugel, sen. * ca. 1510 vermutlich in Kassel oder Umgebung, † 1585 vermutlich in Kassel, Kapellmeister und Komponist in Kassel
- Johann Antrecht, * 6. Dezember 1544 in Battenberg, † 20. Mai 1607 in Kassel, war hessischer Kanzler und Rat in Kassel
- Siegfried Clotz, * 1556 in Wetzlar, † 7. März 1610 in Kassel, war hessischer Kanzler und Rat in Kassel
- Jost Bürgi, * 28. Februar 1558 im Toggenburg, † 31. Januar 1632 in Kassel, Astronom
- Heinrich Schütz, * 8. Oktober 1585 in Köstritz, † 6. November 1672 in Dresden, Komponist
- Nicolaus Sixtinus, * 15. Juli 1585 in Marburg, † 11. Februar 1669 in Kassel, Kanzler und Rat in Kassel
- Theophilus Neuberger, * 5. Mai 1593 in Jena, † 9. Januar 1656 in Kassel, reformierter Theologe und Geistlicher, langjähriger Hofprediger und Superintendent von Kassel
- Paul du Ry, * 1640 in Paris, † 1714 in Kassel, Baumeister und Ingenieur
- Nikolaus Wilhelm Goddaeus, * 21. März 1646 in Marburg; † 2. April 1719 in Kassel, 1695–1719 Kanzler der landgräflichen Regierung von Hessen-Kassel
- Philipp Otto Vietor, * 24. März 1646 in Rinteln, † 1. Januar 1718 in Kassel, reformierter Theologe und Superintendent
- Denis Papin, * 22. August 1647 in Blois, † 1712 (?), Physiker
- Johann Tennhardt, * 2. Juni 1661 in Dobergast, † 1720 in Kassel, inspirierter Visionär
- Heinrich Christoph Bröckel, * 17. Februar 1693 in Celle, † 18. Oktober 1773 in Kassel, Architekt, Militäringenieur, Generalmajor, Architekt der Garnisonkirche in Kassel
- Leonhard Heinrich Ludwig Georg von Canngießer, * 22. Mai 1716 in Wetzlar, † 29. Mai 1772 in Kassel, Präsident des Oberappellationsgerichtes, Leiter der Oberpostdirektion
- Johann Rudolph Anton Piderit, * 18. August 1720 in Pyrmont, † 2. August 1791 in Kassel, evangelischer Theologe, Geistlicher und Hochschullehrer am Collegium Carolinum
- Johann Heinrich Tischbein der Ältere, * 3. Oktober 1722 in Haina, † 22. August 1789 in Kassel, Maler (genannt „der Kasseler“)
- Johann Heinrich Müntz, * 1727 in Mülhausen im Elsass, † 1798 in Kassel, Gartenarchitekt
- Johann Wilhelm Christian Gustav Casparson, * 7. September 1729 in Gießen, † 3. September 1802 in Kassel, Schriftsteller, Historiker und Hochschullehrer in Kassel, Mitglied des Gründungsdirektoriums der Friedrichsgymnasiums und hessischer Rat
- Johann Heinrich Tischbein der Jüngere, * 28. November 1742 in Haina, † 22. Dezember 1808 in Kassel, Maler und Kupferstecher
- Ludwig Daniel Heyd, * 7. Februar 1743 in Hellingen, † 1801 in Kassel, Hofbildhauer
- Samuel Nahl, * 7. März 1748 in Tannengut bei Reichenbach im Kandertal, † 10. August 1813 in Kassel, Bildhauer und Akademieprofessor
- Wilhelm Böttner, * 24. Februar 1752 in Ziegenhain, † 24. November 1805 in Kassel, Maler und Direktor der Kasseler Kunstakademie
- Philipp Jacob Piderit * 20. August 1753 in Marburg, † 2. Mai 1817 in Kassel, Leibarzt von Kurfürst Wilhelm I. von Hessen-Kassel
- Johann Georg Adam Forster, * 27. November 1754 in Nassenhuben bei Danzig, † 10. Januar 1794 in Paris, Naturforscher
- Samuel Thomas von Soemmerring, * 28. Januar 1755 in Thorn, † 2. März 1830 in Frankfurt am Main, Arzt, Anatom, Anthropologe, Paläontologe und Erfinder
- Dorothea Viehmann, * 8. November 1755 in Kirchbauna, † 17. November 1815 in Kassel, Marktfrau und Märchenerzählerin
- Hans Adolph Friedrich von Eschstruth, * 28. Januar 1756 in Homberg (Efze), † 30. April 1792 in Kassel, Hofgerichtsrat, Musikschriftsteller und Komponist
- Franz Karl Schleicher, * 5. Februar 1756 in Rinteln, † 23. Januar 1815 in Kassel, Kriegswissenschaftler und Geodät, Militärlehrer, Feldmesser-Inspektor und Akademiemitglied in Kassel
- Philippine Engelhard, * 21. Oktober 1756 in Nürnberg, † 28. September 1831 in Blankenburg, Dichterin
- Georg Christian Carl Henschel, * 24. April 1759 in Gießen, † 2. Juni 1835 in Kassel, Gründer der Henschel-Werke
- Salomon Friedrich Merkel, * 13. Februar 1760 in Schmalkalden, † 21. Februar 1823 in Kassel, Notar und Strafverteidiger
- Christian Friedrich von Cochenhausen, * 17. Dezember 1769 in Eschwege, † 8. März 1839 in Kassel, Kriegsminister und Generalleutnant unter Kurfürst Wilhelm II.
- Joseph Antoine Morio, * 16. Januar 1771 in Chantelle, † 25. Dezember 1811 in Kassel, General, Graf und Kriegsminister des Königreichs Westphalen; wurde in Kassel ermordet
- Ernst Friedrich Hartig, * 24. März 1773 in Gladenbach, † 17. August 1843 in Fulda, war Leiter der Oberforstdirektion in Kassel
- Wilhelmine Halberstadt, * 24. Januar 1776 in Korbach, † 11. März 1841 in Kassel, Pädagogin und Schriftstellerin
- Elard Johannes Kulenkamp, * 30. November 1777 in Witzenhausen, † 15. Juni 1851 in Kassel, Richter am Oberappellationsgericht Kassel
- Louis Spohr, * 5. April 1784 in Braunschweig, † 22. Oktober 1859 in Kassel, Komponist
- Jérôme Bonaparte, * 15. November 1784 in Ajaccio, † 24. Juni 1860 im Château de Vilgénis, Massy; regierte von Kassel aus zwischen 1807 und 1813 sein Königreich Westphalen und gründete hier das erste Parlament auf deutschem Boden
- Jacob Grimm, * 4. Januar 1785 in Hanau, † 20. September 1863 in Berlin, Literaturwissenschaftler
- Wilhelm Grimm, * 24. Februar 1786 in Hanau, † 16. Dezember 1859 in Berlin, Literaturwissenschaftler
- Ludwig Grimm, * 14. März 1790 in Hanau, † 4. April 1863 in Kassel, Maler und Kupferstecher
- Karl Carvacchi, * 23. August 1791 in Braunsberg, † 10. Mai 1869 in Kassel, Verwaltungsbeamter, Historiker, Unternehmer und Mitglied des Schönfelder Kreises
- Karl Schomburg, * 11. Oktober 1791 in Grebenstein, † 4. Juli 1841 in Mihla, Kasseler Bürgermeister
- Maximilian von Ditfurth, * 10. Mai 1806 in München, † 8. August 1861 in Marburg, kurhessischer Offizier und Militärhistoriker, Mitglied der kurhessischen Ständeversammlung; erster Ehrenbürger der Stadt Kassel
- Ernst Koch, * 3. Juni 1807 in Singlis bei Borken (Hessen), † 24. November 1858 in Luxemburg, Schriftsteller
- Sidonie Turba, * 16. August 1822 in Wien; † 23. Juni 1902 in Kassel, österreichische Opernsängerin und Theaterschauspielerin
- Sigmund Aschrott, * 14. Juni 1826 in Hochheim am Main, † 5. Mai 1915 in Berlin, Industrieller, entwickelte den Kasseler Vorderen Westen
- Auguste Podesta, * 27. Dezember 1827 in Bayreuth; † 29. Dezember 1902 in Kassel, deutsche Opernsängerin
- Philipp Bickel, * 29. September 1829 in Weinheim, † 9. November 1914 in Kassel, Schriftsteller, Baptistischer Theologe und Publizist
- Marie Calm * 3. April 1832 in Bad Arolsen, † 22. Februar 1887 in Kassel, Schriftstellerin, Pädagogin und Frauenrechtlerin
- Ludwig Mohr, * 10. Februar 1833 in Homberg an der Efze, † 13. Juli 1900 in Wehlheiden, Schriftsteller und Historiker
- Karl Begas, * 23. November 1845 in Berlin, † 21. Februar 1916 Köthen, Bildhauer und Professor an der Kasseler Kunstakademie
- Hermann Schelenz, * 9. April 1848 in Kempen, Provinz Posen, † 28. September 1922 in Kassel, Apotheker, Industrieller und Pharmaziehistoriker
- Heinrich Salzmann, * 3. Februar 1851 in Spangenberg; † 3. November 1915 in Kassel, Fabrikant, Gründer der Firma Salzmann & Comp. und Erbauer der Gartenstadt Salzmannshausen
- Julie von Kästner, * 26. September 1852 in Riga, † 13. Februar 1937 in Kassel, Pädagogin, Frauenrechtlerin und 1919 eine der sechs ersten in die Stadtverordnetenversammlung von Kassel gewählten Frauen
- Elisabeth Ganslandt, geb. Hasse, * 21. Mai 1856 in Weißenfels, † 9. Dezember 1945 in Einbeck, Frauenrechtlerin und 1919 eine der sechs ersten in die Stadtverordnetenversammlung von Kassel gewählten Frauen
- Max Lieberg, * 22. Juli 1856 in Wolfhagen, † 10. August 1912 in Kassel, Maler
- Wilhelm II., * 27. Januar 1859 in Berlin, † 4. Juni 1941 in Doorn, Niederlande, letzter deutscher Kaiser; besuchte von 1874 bis 1877 das Kasseler Gymnasium und verbrachte von 1891 bis 1918 die Sommermonate in seiner Residenz auf Schloss Wilhelmshöhe
- Gustav Mahler, * 7. Juli 1860 in Kalischt, Böhmen, † 18. Mai 1911 in Wien, Komponist und Dirigent; als Kapellmeister von 1883 bis 1885 in Kassel
- Wilhelm Speck, * 7. Juli 1861 in Großalmerode, † 31. März 1925 in Bad Wilhelmshöhe, Pfarrer, Dichter und Schriftsteller
- Johanna Vogt, * 16. Juni 1862 in Elberfeld, † 12. März 1944 in Berlin, Frauenrechtlerin und ab 1919 die erste Frau im Stadtrat von Kassel
- Albert Wilhelm Heinrich von Preußen, * 14. August 1862 in Berlin, † 20. April 1929 in Hemmelmark; Besuch des Kasseler Gymnasiums
- Elisabeth Consbruch, * 7. Januar 1863 in Altenkirchen (Westerwald), † 20. Mai 1938 in Kassel, Pädagogin und Frauenrechtlerin und 1919 eine der sechs ersten in die Stadtverordnetenversammlung von Kassel gewählten Frauen.
- Rudolf Schwander, * 23. Dezember 1868 in Colmar, Elsass, † 25. Dezember 1950 in Oberursel, Taunus, Sozialreformer und Politiker
- Karl Heldmann, * 19. September 1869 in Viermünden, † 12. März 1943 in Kassel, Historiker und Pazifist
- Albert Wiegel, * 7. Dezember 1869 in Ziegenhagen, † 22. Oktober 1943 in Kassel, Glaskünstler
- Paul Heidelbach, * 28. Februar 1870 in Düsseldorf, † 13. Februar 1954 in Kassel, Schriftsteller, Stadtarchivar und Bibliothekar, bekannter Kasseler Mundartdichter
- Richard Hauschildt, * 12. November 1876 in Hamburg, † 6. Dezember 1934 in Kassel, Politiker
- August Fricke, * 7. November 1880 in Segeste, † 29. Juli 1965, Politiker und Pädagoge
- Adolf Hohenstein, * 7. März 1881 in Boppard, † 1937, 1928 bis 1932 Polizeipräsident in Kassel
- Paul Leberecht Haupt, * 5. April 1882 in Freiberg, † 20. April 1954 in Kassel, Gewerkschafter und Politiker, Stadtverordneter in Kassel
- Hermann Schafft, * 2. Dezember 1883 in Langenstein, † 2. Juni 1959; Mitbegründer der CJZ-Kassel
- Siegmund Weltlinger, * 29. März 1886 in Hamburg, † 18. Mai 1974 in Berlin, Politiker, wuchs in Kassel auf
- Karl Weinrich, * 2. Dezember 1887 in Molmeck, † 22. Juli 1973 in Hausen (Hessen), von 1928 bis 1943 NSDAP-Gauleiter von Kurhessen
- Roland Freisler * 30. Oktober 1893 in Celle, † 3. Februar 1945 in Berlin, Jurist und späterer Präsident des „Volksgerichtshofs“; eröffnete 1924 eine Anwaltskanzlei in Kassel, war hier auch Stadtverordneter
- Ludwig Schneider, * 20. Dezember 1893 in Obermöllrich, † 26. Februar 1977 in Kassel, Politiker, Richter und Jurist
- Gerhard Fieseler, * 15. April 1896 in Glesch, † 1. September 1987 in Kassel, Begründer der Gerhard-Fieseler-Werke, Flugzeugkonstrukteur und Jagdflieger
- Friedrich Wilhelm Murnau, auch F. W. Murnau, * 28. Dezember 1888 als Friedrich Wilhelm Plumpe in Bielefeld, † 11. März 1931 in Santa Barbara, Kalifornien, Filmregisseur, Schulzeit in Kassel

### Geboren ab 1901
- Rudolf Caracciola, * 30. Januar 1901 in Remagen; † 28. September 1959 in Kassel, Automobilrennfahrer; Teilnehmer in den 20er-Jahren am Bergpreis von Kassel
- Richard Roosen, * 13. Oktober 1901 in Hamburg; † 2. März 1980 in Kassel, Maschinenbauingenieur und Direktor bei den Henschelwerken in Kassel
- Karl Vötterle, * 12. April 1903 in Augsburg; † 29. Oktober 1975 in Kassel, Gründer des Kassler Bärenreiter-Verlages
- Karl Gerland, * 14. Juli 1905 in Gottsbüren; † 1945 an der Ostfront, NSDAP-Gauleiter von Kurhessen
- Samuel Beckett, * 13. April 1906 in Dublin; † 22. Dezember 1989 in Paris, Literaturnobelpreisträger; zahlreiche längere Aufenthalte bei der Familie seiner Cousine zwischen 1928 und 1932, die er in dem Roman Dream of Fair to Middling Women verarbeitete
- Adam von Trott zu Solz, * 9. August 1909 in Potsdam; † 26. August 1944 in Berlin-Plötzensee, Diplomat und Widerstandskämpfer im Dritten Reich
- Lauritz Lauritzen, * 20. Januar 1910 in Plön; † 5. Juni 1980 in Bad Honnef, Kasseler Oberbürgermeister (1954–1963)
- Hedwig Grimm, * 20. Februar 1910 in Frankfurt am Main; † 8. September 2003 in Kassel, Rosenexpertin
- Wernt Grimm, * 1912; † 8. März 2000 in Kassel, Rosenexperte
- Otto Heinrich Kühner, * 10. März 1921 in Nimburg, † 18. Oktober 1996 in Kassel, deutscher Schriftsteller
- Christine Brückner, * 10. Dezember 1921 in Schmillinghausen bei Arolsen, † 21. Dezember 1996 in Kassel, Schriftstellerin, lebte mit ihrem Mann Otto Heinrich Kühner in Kassel.
- Lucius Burckhardt, * 12. März 1925 in Davos; † 26. August 2003 in Basel, Begründer der Promenadologie
- Karl Oskar Blase, * 24. März 1925 in Köln; † 27. Dezember 2016 in Kassel, Grafiker und Professor an der Kasseler Kunsthochschule
- Hans Georg Hillmann, * 25. Oktober 1925 in Nieder-Mois, Schlesien; † 4. Mai 2014 in Frankfurt am Main, Grafiker und Professor an der Kasseler Kunstakademie
- Friedrich Thiele (1926–2016), Theologe, Pfarrer und Geschäftsführer des Diakonischen Werks Kurhessen-Waldeck, lebte an 1961 in Kassel
- Wolfgang Zucht, * 30. Januar 1929 in Berlin; † 17. September 2015 in Kassel, Verleger und Publizist; zusammen mit seiner in Kassel geborenen Ehefrau Helga Weber (* 1935) Gründer und Betreiber des in Kassel ansässigen anarchopazifistischen Verlags Weber & Zucht
- Ludwig Müller, * 25. Januar 1932 in Wesel, † 26. Januar 2022 in Kassel, Leichtathlet und mehrfacher Deutscher Meister
- Thomas Dieterich, * 19. Juni 1934 in Hirschberg, Schlesien; † 6. Mai 2016 in Kassel, Jurist, Richter des Bundesverfassungsgerichts und Präsident des Bundesarbeitsgerichts
- Josef Klik, * 30. Januar 1935 in Kottiken; † 8. April 2020 in Petersberg, Leichtathlet und mehrfacher Deutscher Meister
- Hans Haacke, * 12. August 1936 in Köln, Künstler; studierte und arbeitete von 1956 bis 1960 in Kassel
- Jörg Schönbohm, * 2. September 1937 in Neu-Golm; † 7. Februar 2019 in Kleinmachnow, Politiker und Militär; lebte als Kind und Jugendlicher in Kassel
- Rolf Schwendter, * 13. August 1939 in Wien; † 21. Juli 2013 in Kassel, Schriftsteller und Sozialwissenschaftler, Professor an der Universität Kassel
- Otto Sander, * 30. Juni 1941 in Hannover; † 12. September 2013 in Berlin, Schauspieler; in Kassel aufgewachsen und allg. Hochschulreife absolviert
- Hannes Wader, * 23. Juni 1942 in Bethel bei Bielefeld, Liedermacher und Sänger; lebt seit 2008 in Kassel
- Antje Vollmer, * 31. Mai 1943 in Lübbecke; † 15. März 2023, Vizepräsidentin des Deutschen Bundestages (1994–2005)
- Gerd Loßdörfer, * 7. Oktober 1943 in Nordhausen, Leichtathlet
- Horst Ebert, * 10. Oktober 1943 in Schrecksbach, † 12. Oktober 2014 in Kassel, Musiker (The Petards)
- Michael Buthe, * 1. August 1944 in Sonthofen, † 15. November 1994 in Bad Godesberg, Maler und Bildhauer; studierte in Kassel
- Horst Hoheisel, * 6. Dezember 1944 in Posen, Künstler, lebt in Kassel
- Adolf Winkelmann, * 10. April 1946 in Hallenberg, Regisseur und Gründer des Kasseler Filmkollektivs
- Urs Lüthi, * 10. September 1947 in Kriens, Schweiz, Künstler und Professor an der Kasseler Kunsthochschule
- Kazuo Katase, * 1947 in Shizuoka, † 2024, Künstler; lebt seit 1975 in Kassel
- Bernd Wippich, * 13. Januar 1950 in Hof (Saale), † 31. März 2004 in Klagenfurt, Musiker (Randy Pie, The Petards)
- Martin Kippenberger, * 25. Februar 1953 in Dortmund; † 7. März 1997 in Wien, Künstler und Dozent an der Kasseler Kunsthochschule
- Kornelia Scholz, * 1953 in Eberstadt; † 2. Mai 1991 in Regensburg, Musikerin (Jawoll)
- Hans Dieter Tylle, * 24. März 1954 in Bayreuth, Künstler; lebt und arbeitet u. a. in Kassel
- Bernhard Lauer, * 1954 in Britten, Museumsdirektor Brüder-Grimm-Museum Kassel
- Jürgen O. Olbrich, * 25. November 1955 in Bielefeld, Künstler
- Andreas Jürgens, * 14. November 1956 in Salzgitter, grüner Politiker und Mitglied des Hessischen Landtags
- Stephan Balkenhol, * 10. Februar 1957 in Fritzlar, Holzbildhauer; in Kassel aufgewachsen, Abitur am Friedrichsgymnasium
- Murat Günak, * 9. August 1957 in Istanbul, von 2004 bis Januar 2007 Leiter der Volkswagen-Designabteilung; studierte in Kassel
- Barbara Rudnik, * 27. Juli 1958 in Wehbach; † 23. Mai 2009 in Wolfratshausen, Schauspielerin; in Kassel aufgewachsen
- Matthias Altenburg, * 14. Dezember 1958 in Fulda, Schriftsteller (unter dem Namen Jan Seghers Verfasser von Kriminalromanen); ging in Kassel zur Schule
- Hamid Baroudi, * 20. Februar 1960 in Tiaret, Algerien, Musiker
- Dieter Hecking, * 12. September 1964 in Castrop-Rauxel, Fußballspieler und Trainer; spielte von 1985 bis 1990 in Kassel
- Markus „Zimbl“ Zimmer, * 7. Oktober 1964 in Eschwege; † 18. Juni 2006 in Kassel, Musiker (The Bates)
- Hartmut El Kurdi, * 15. Oktober 1964 in Amman, Schriftsteller und Theatermacher; in Kassel aufgewachsen
- Lothar Sippel, * 9. Mai 1965 in Göttingen, Fußballspieler und Trainer, spielte von 1985 bis 1989 in Kassel
- Christina Lux, * 26. Mai 1965 in Karlsruhe, Musikerin
- Thomas Stellmach, * 21. Juli 1965 in Straubing, Oscarpreisträger
- Brezel Göring, * 1967 in Wolfhagen, Musiker (Stereo Total); lebte von 1985 bis 1988 in Kassel
- Jens Kloppmann, * 1969 in Witten, Künstler; studierte in Kassel
- Anant Kumar, * 28. September 1969 in Katihar/Bihar, deutscher Schriftsteller indischer Herkunft; lebt in Kassel
- Michael Spörke * 14. Juli 1972 in Eisenach, Politikwissenschaftler, Schriftsteller und Behindertenpolitiker
- Aljoscha Stadelmann * 1974 in Wuppertal, Schauspieler; Abitur in Kassel, 1999 bis 2001 Engagement an Staatstheater in Kassel
- Awet Tesfaiesus, * 5. Oktober 1974 in Asmara; Politikerin und Rechtsanwältin in Kassel; Stadtverordnete von 2016 bis 2021, die erste Schwarze Frau, die Mitglied des Deutschen Bundestags wurde; sie lebt in Kassel
- Katharina Wackernagel, * 15. Oktober 1978 in Freiburg im Breisgau, Schauspielerin; verbrachte ihre Schulzeit von 1983 bis 1996 in Kassel
- Lucy Redler, * 17. August 1979 in Münden, Politikerin (SAV); wuchs in Kassel auf
- Nicole Maisch, * 20. April 1981 in Hanau, grüne Politikerin und Mitglied des Deutschen Bundestags
- Nils Seethaler, * 18. August 1981 in Berlin, Ethnologe; ging in Kassel zur Schule
- Jonas Leppin, * 13. September 1983 in Volkmarsen, Journalist; ging in Kassel zur Schule, früherer Chefredakteur des Umlauf
- Carl Jakob Haupt, * 18. Dezember 1984 in Hofgeismar, † 19. April 2019 in Bad Saarow; Blogger; aufgewachsen und Student in Kassel